# Rue de Moscou (Le Touquet-Paris-Plage)
Pour les articles homonymes, voir Rue de Moscou.

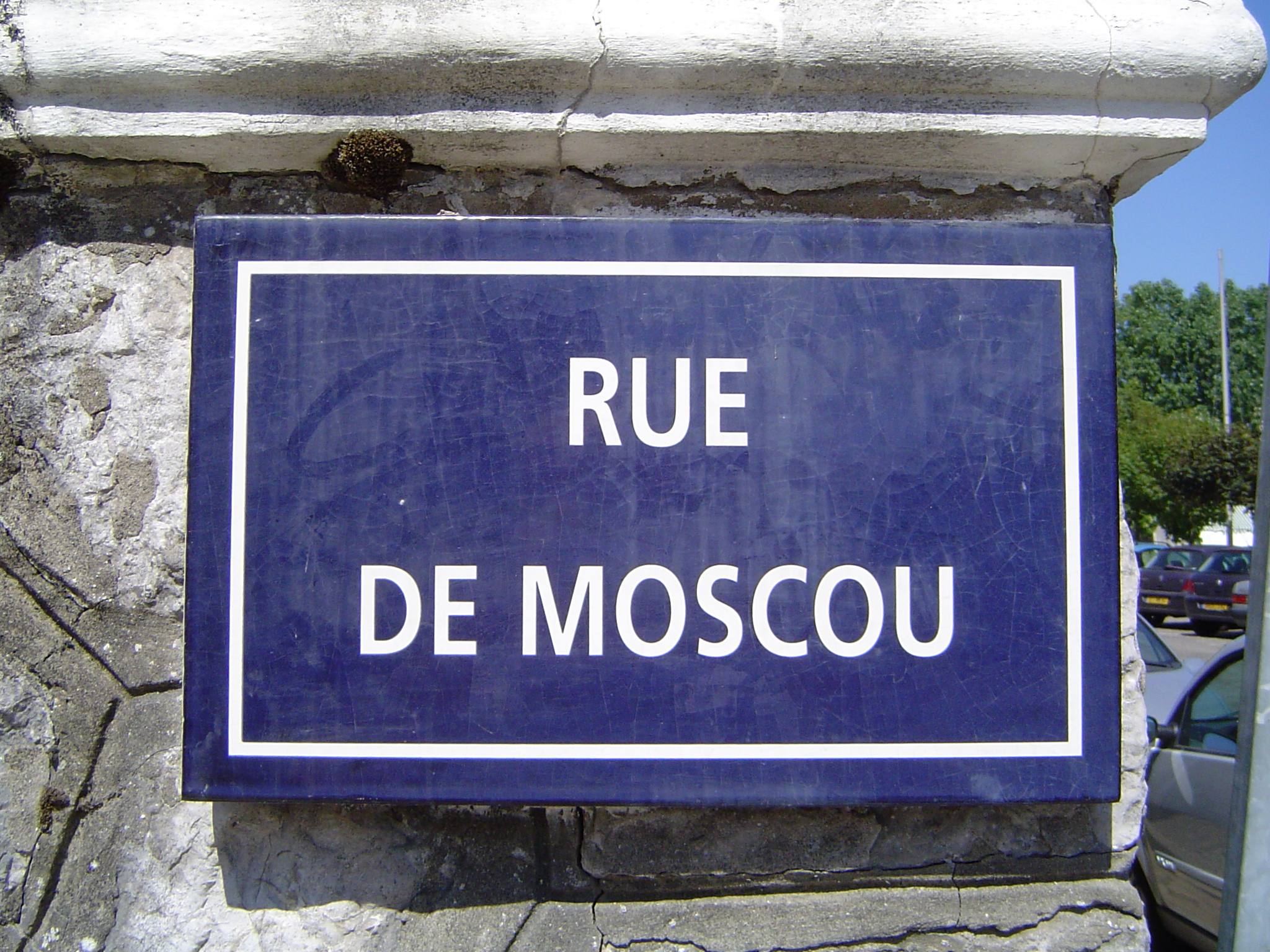

La rue de Moscou est une voie du Touquet-Paris-Plage dans le département du Pas-de-Calais.
Cette voie, nommée « rue de Moscou » à l'origine, avait été rebaptisée « rue de Cucq » par Armand Durand, faisant fonction de maire, après que les Allemands lui avaient demandé la modification du nom, lors de l'Occupation en juin 1942.
Elle comprend plusieurs villas remarquables (inventaire des monuments historiques, inventaire général du patrimoine culturel) ou intéressantes par leur intérêt architectural ou historique.

## Localisation
La rue de Moscou est la première rue parallèle à l'ouest du boulevard Daloz, à l'Est de l'ensemble de voies défini par le géomètre Raymond Lens.

## Côté impair

### Intersection avec l'avenue Louis-Hubert

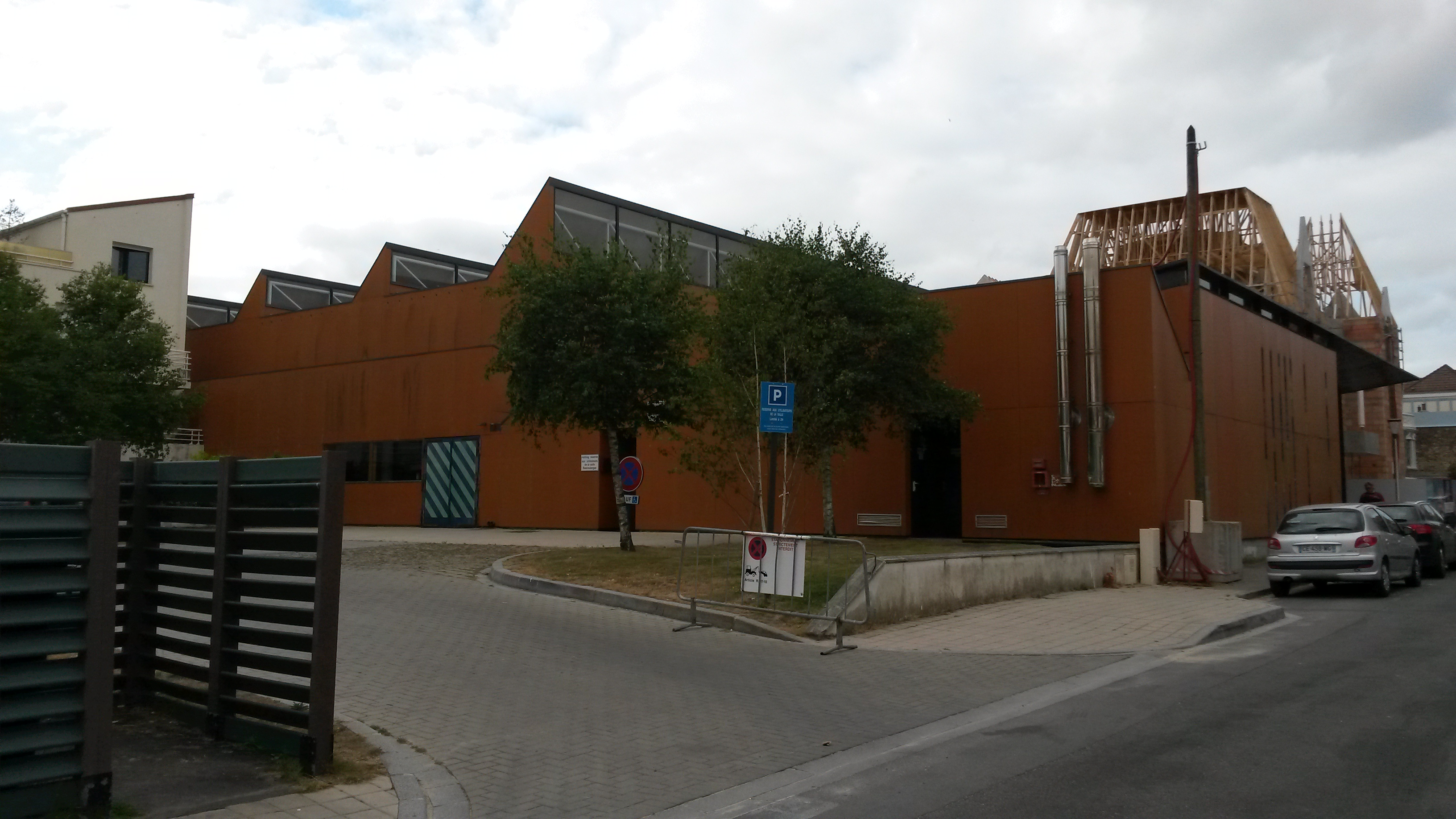
Salle Gérard Bascoulergue au 1, rue de Moscou.
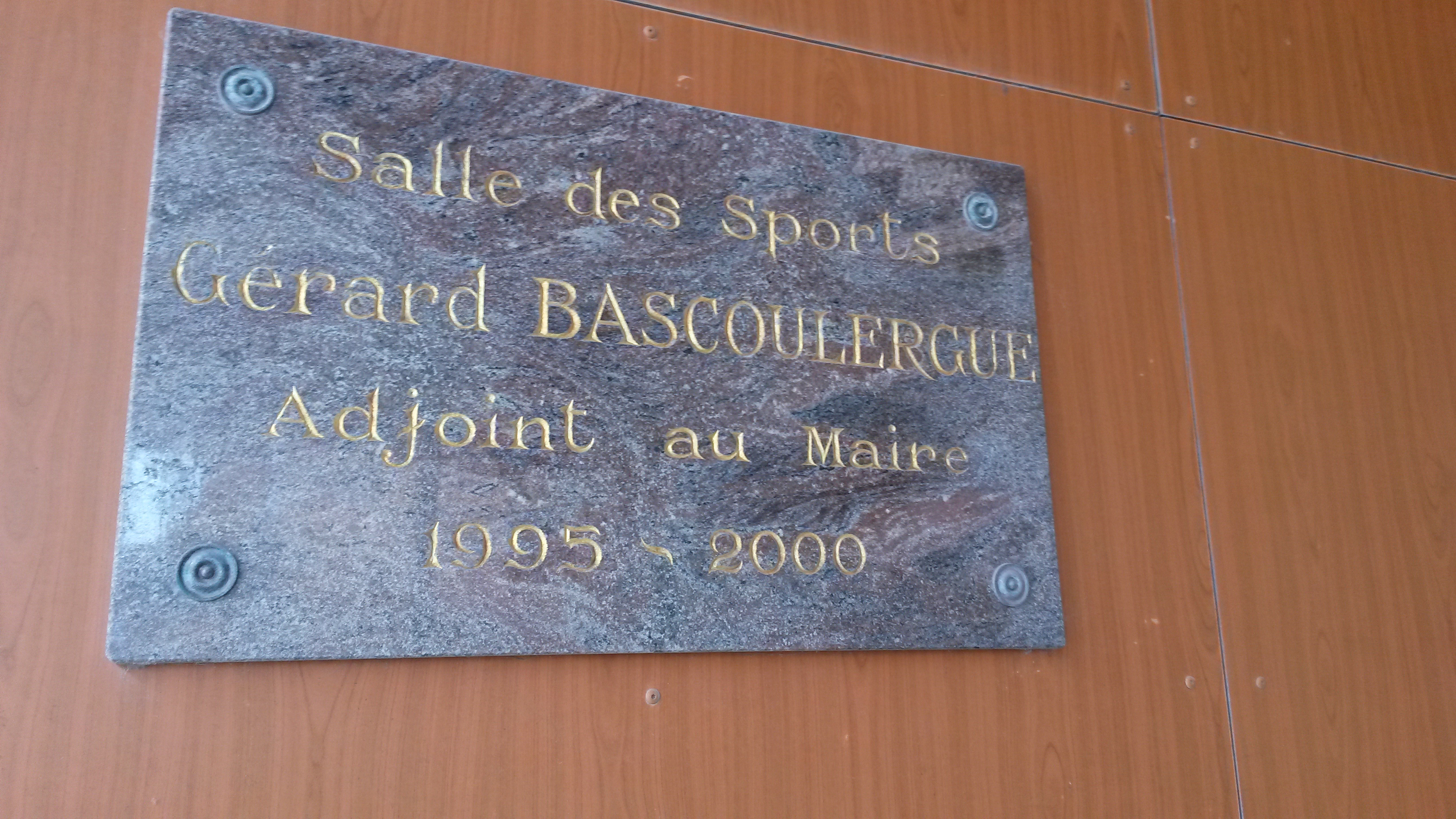
Plaque à l'entrée de la salle Gérard Bascoulergue.

- parking public
- no 1 (lot 399) - salle des sports Gérard Bascoulergue du nom de l'adjoint au maire de 1995 à 2000[1]. Au no 1, un parking souterrain de 195 places est en copropriété[2].
- (lot 314) constructions de plusieurs petits immeubles en 2018-2019, intégrant l'ancienne villa, dont l'entrée est située 53, rue Joseph-Duboc.

### Intersection avec la rue Joseph-Duboc
- no 11 (lot 64) - (entrée au 60, rue Joseph Duboc) : villa Jean de la Lune[3] construite au début du XXe siècle. Cette villa est recensée à l'inventaire général du patrimoine culturel de la France[4],[DVF 1].
- no 13 (lot 359) - villa Vague bleue.
- allée pour accès aux no 15 (lot 55) et 15bis (lot 56)
- no 17 (lot 365) (entrée 63, rue d'Étaples) résidence La Colomberaie[3] construite à l'emplacement de la villa La Picardie.

### Intersection avec la rue d'Étaples
- no 19 (lot 152) - (entrée après 72 rue d'Étaples) résidence Véronèse construite en 1999. Cet immeuble en copropriété comprend 11 appartements[5].
- no 21 (lot 413) - rénovation en 2024, à la vente en 2025 (ex hôtel Itsara Suites & Spa)
- no 21 bis (lot 411) - Allée menant à un petit immeuble en copropriété de cinq appartements[6].
- no 23 (lot 149) - villa Mon Goût.
- no 25 (lot 146) et no 27 (lot 147) - (entrée au 61, rue Léon-Garet) deux villas jumelles symétriques, rénovées en 2022 avec le concours de la Fondation du patrimoine et dont les noms Marie-Noëlle et Colombine ont disparu.

### Intersection avec la rue Léon-Garet

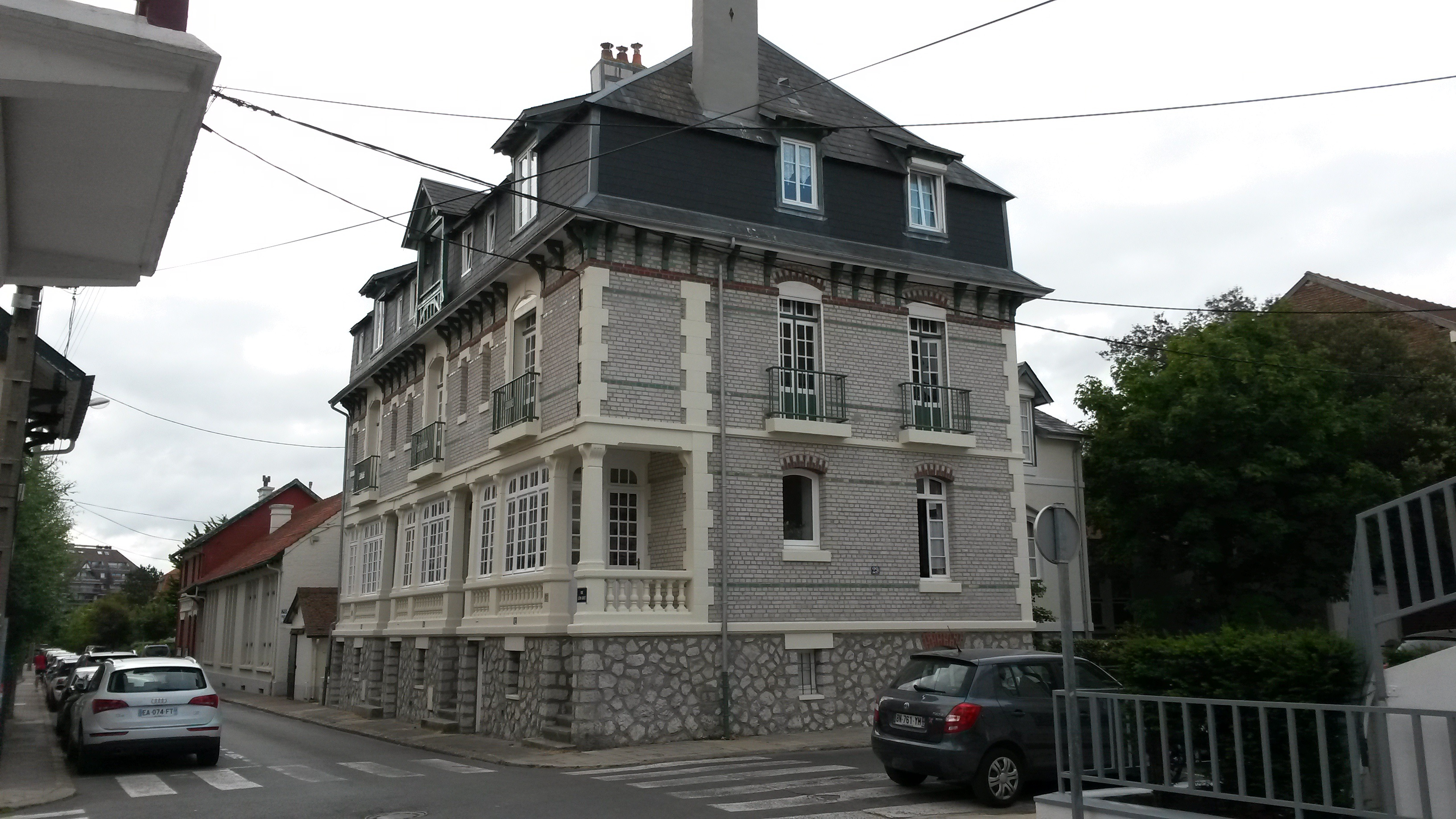
29, rue de Moscou.
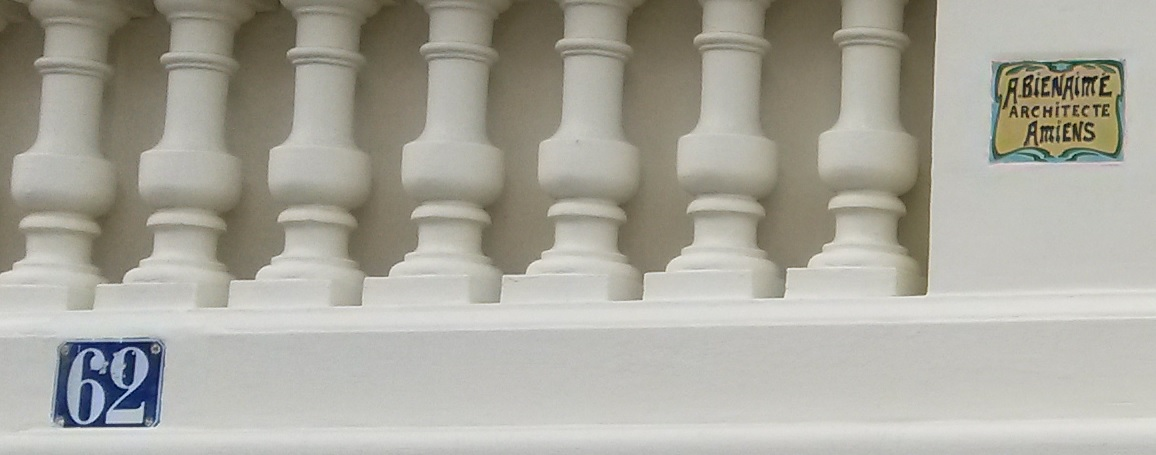
Plaque A. Bienaimé au 29, rue de Moscou.
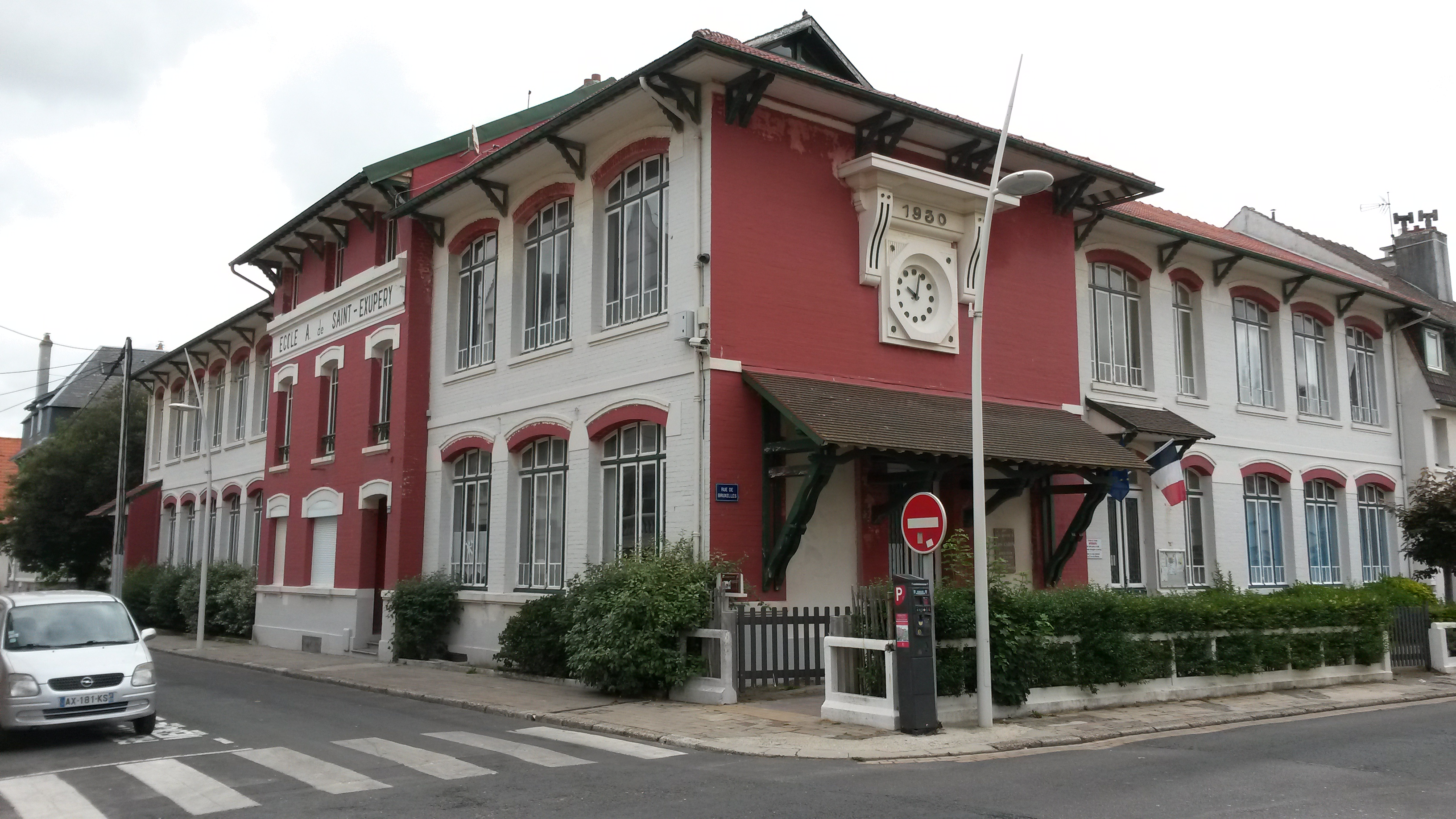
33, rue de Moscou.
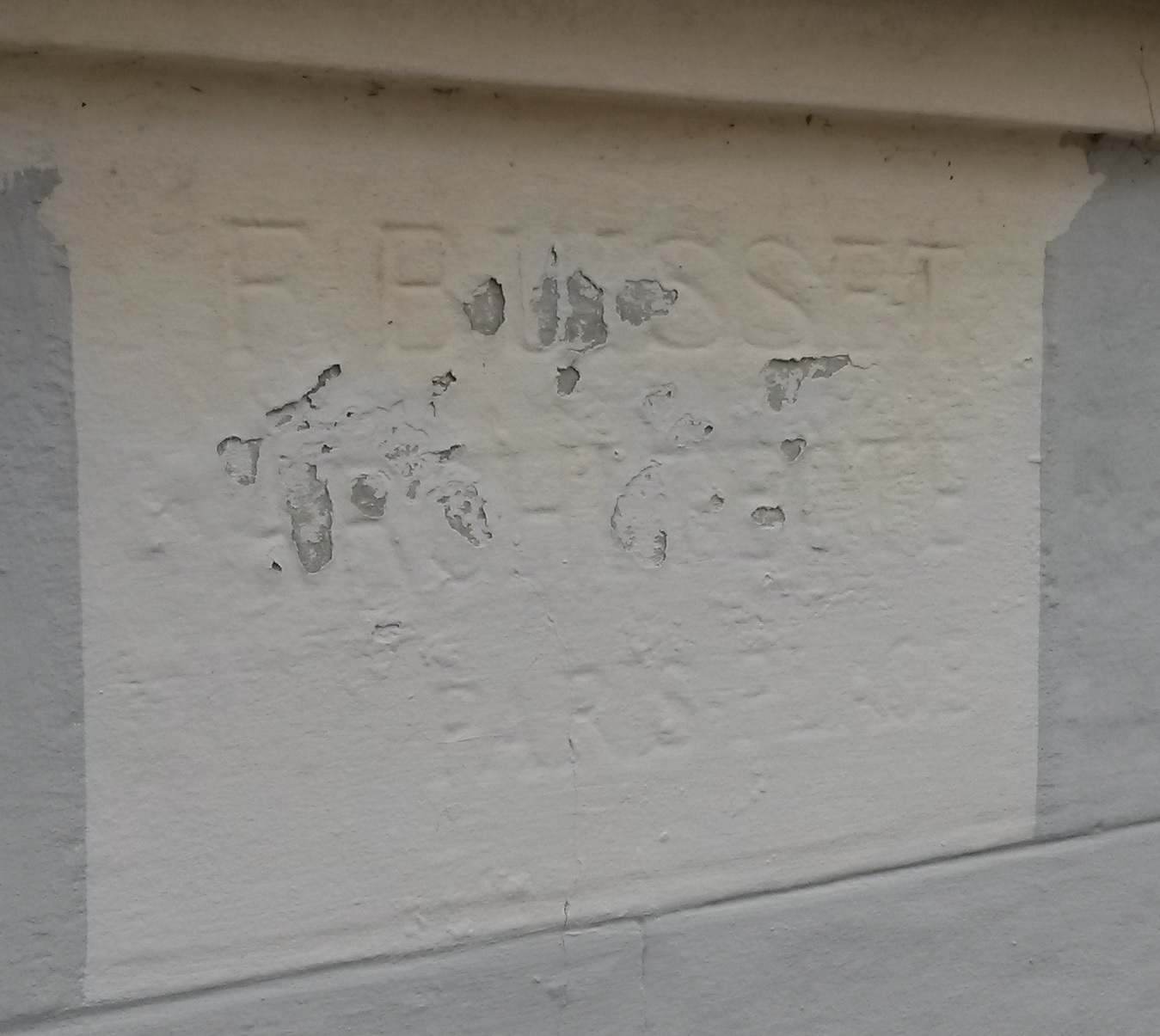
Plaque Buisset au 33, rue de Moscou.
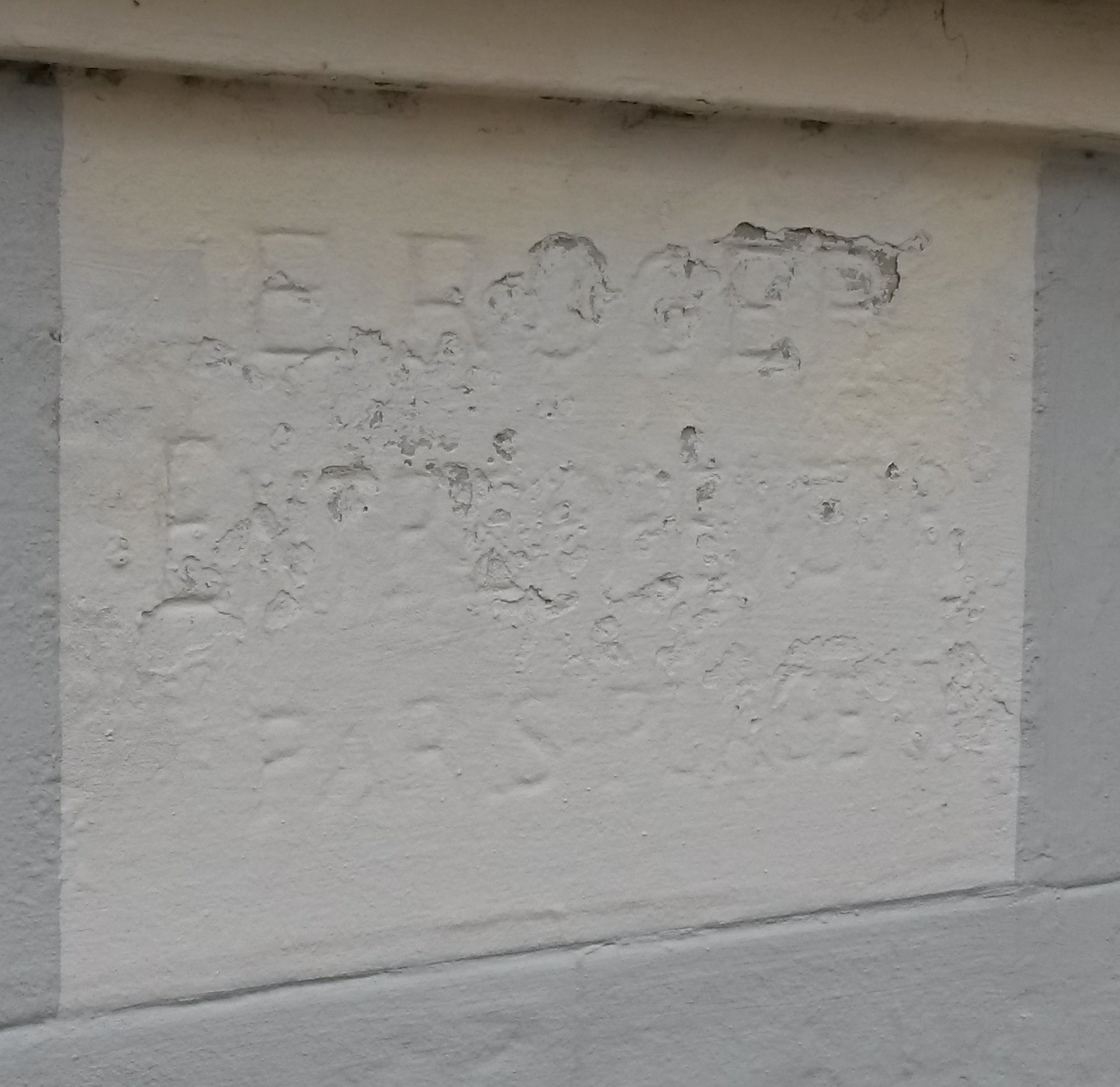
Plaque Roger au 33, rue de Moscou.

- no 29 (lot 168) - villa Mars[3] faisant partie de l'ensemble de trois villas Vénus-Saturne-Mars dû à l'architecte Anatole Bienaimé. Elles ont été construites à la fin du XIXe siècle selon les plans de ce dernier. Ces villas sont recensées à l'inventaire général du patrimoine culturel de la France[7].
- nos 31-33 (lot 169) - École publique[8] Antoine de Saint-Exupéry[3]. Le bâtiment de 1908 est dû à l'architecte Fernand Buisset et à l'entrepreneur Roger. L'école est inaugurée le 24 décembre 1908. En 1930, elle est agrandie par une surélévation d'un étage côté rue de Moscou et la création d'une extension sur la rue de Bruxelles[9].

### Intersection avec la rue de Bruxelles

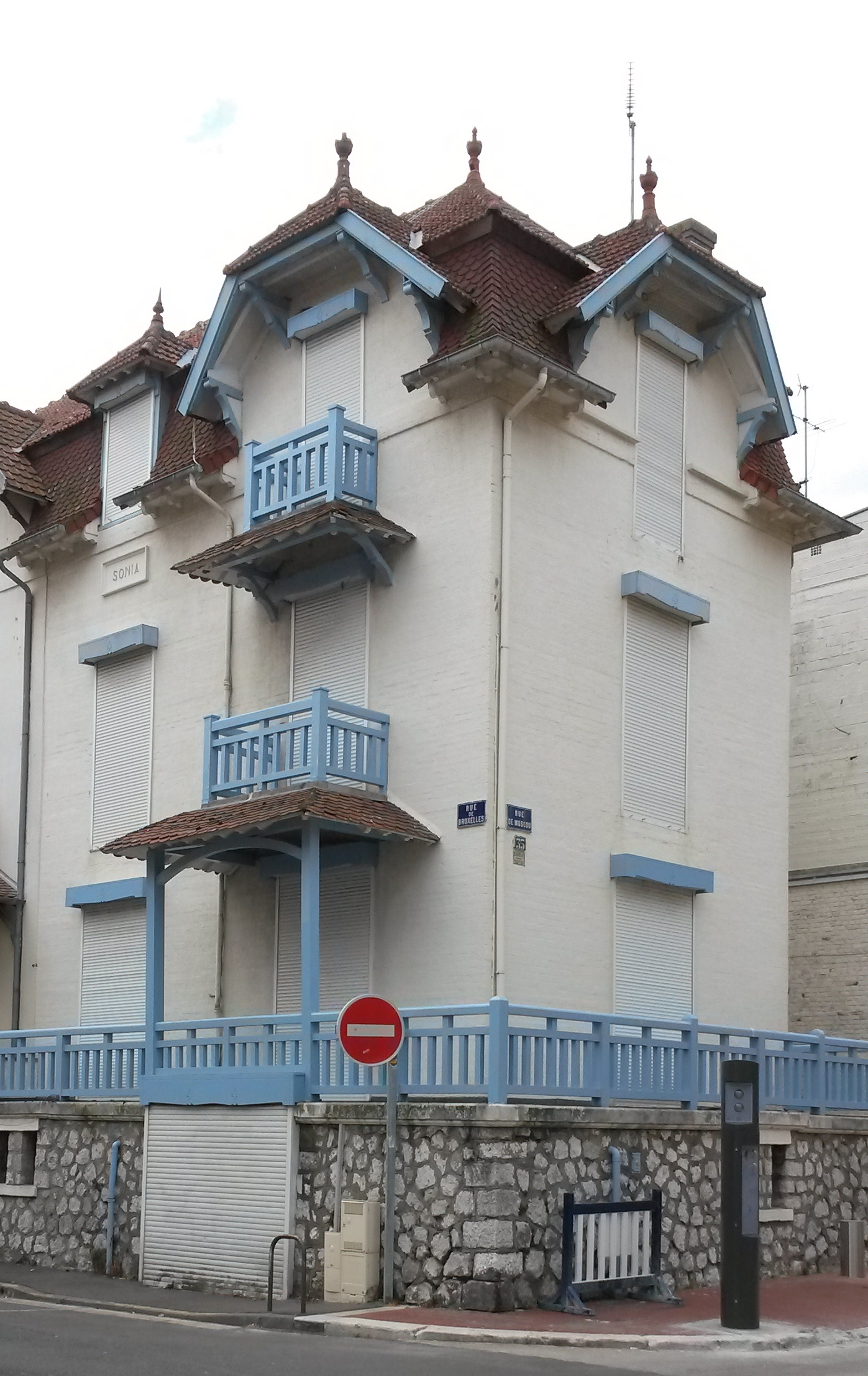
35, rue de Moscou.
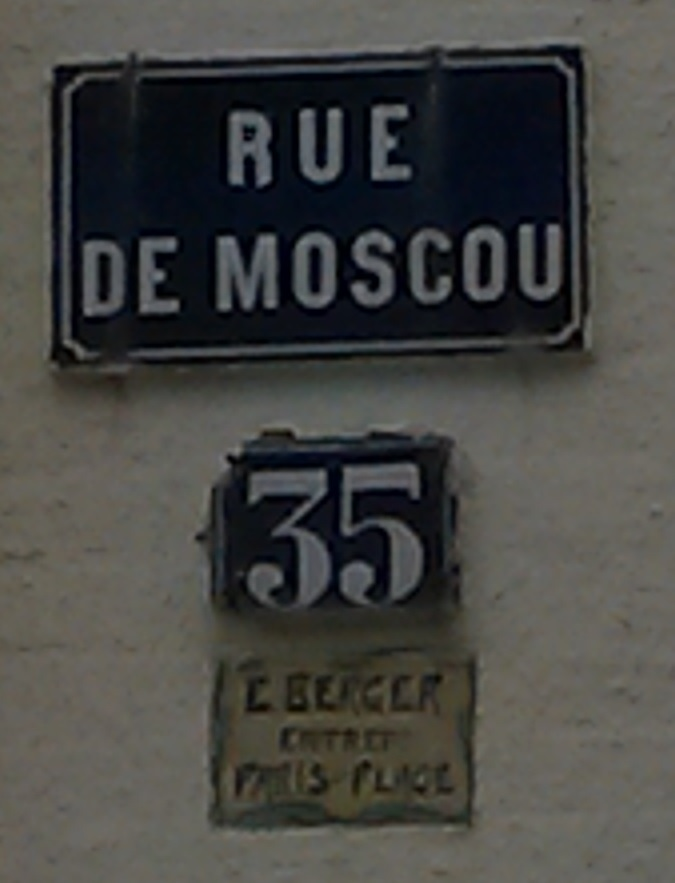
Plaque Berger au 35, rue de Moscou.
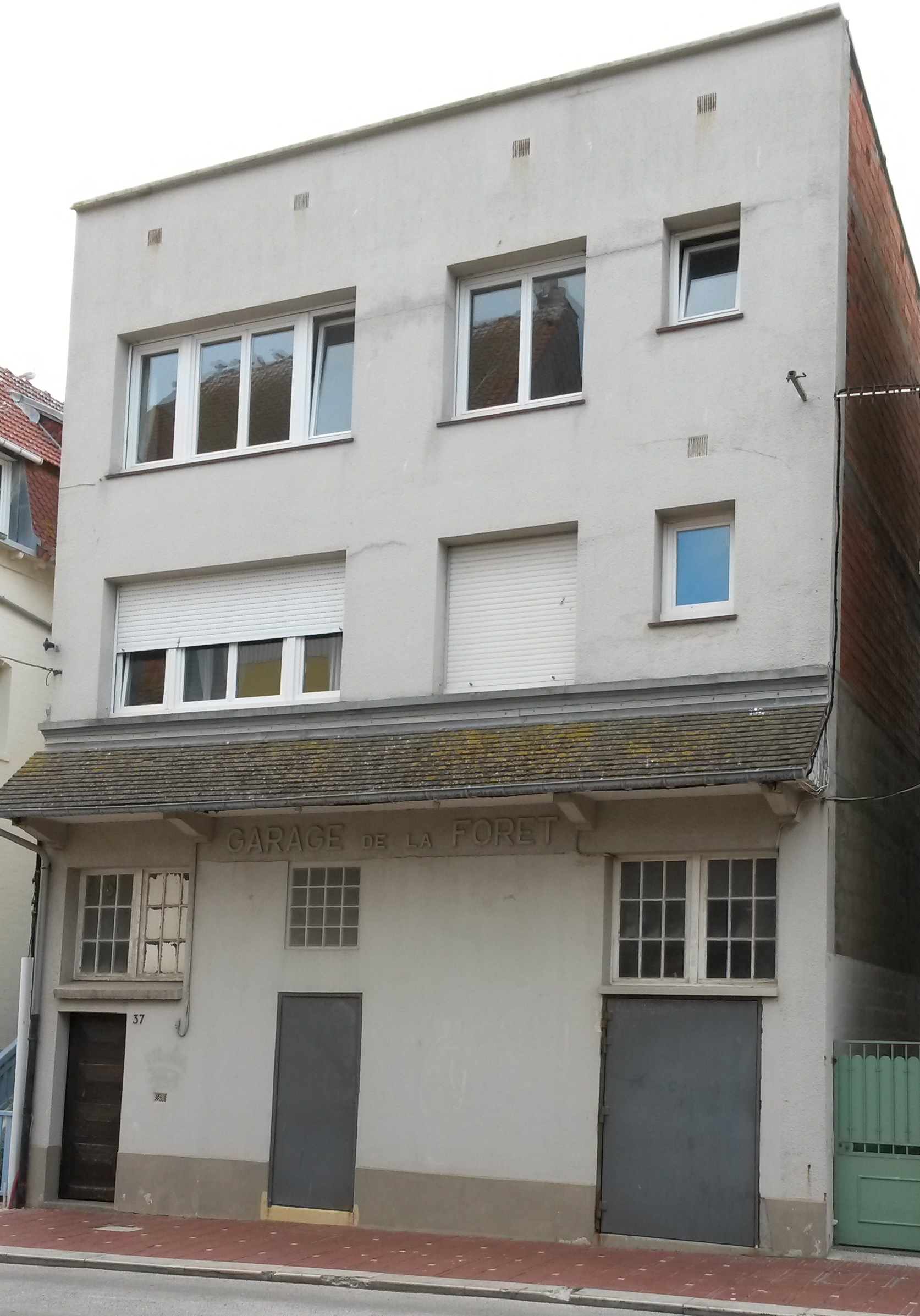
37, rue de Moscou.
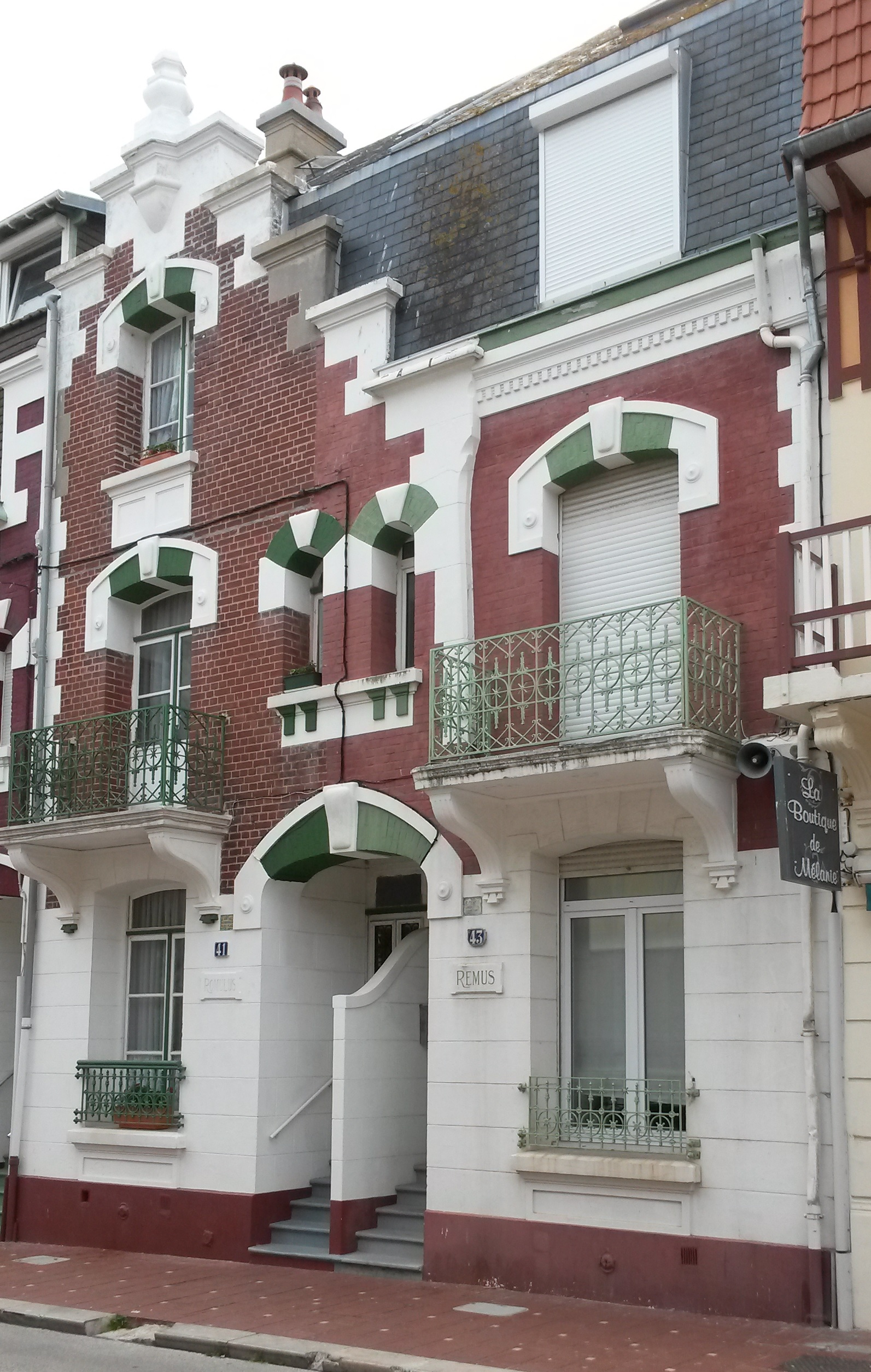
41 et 43, rue de Moscou.
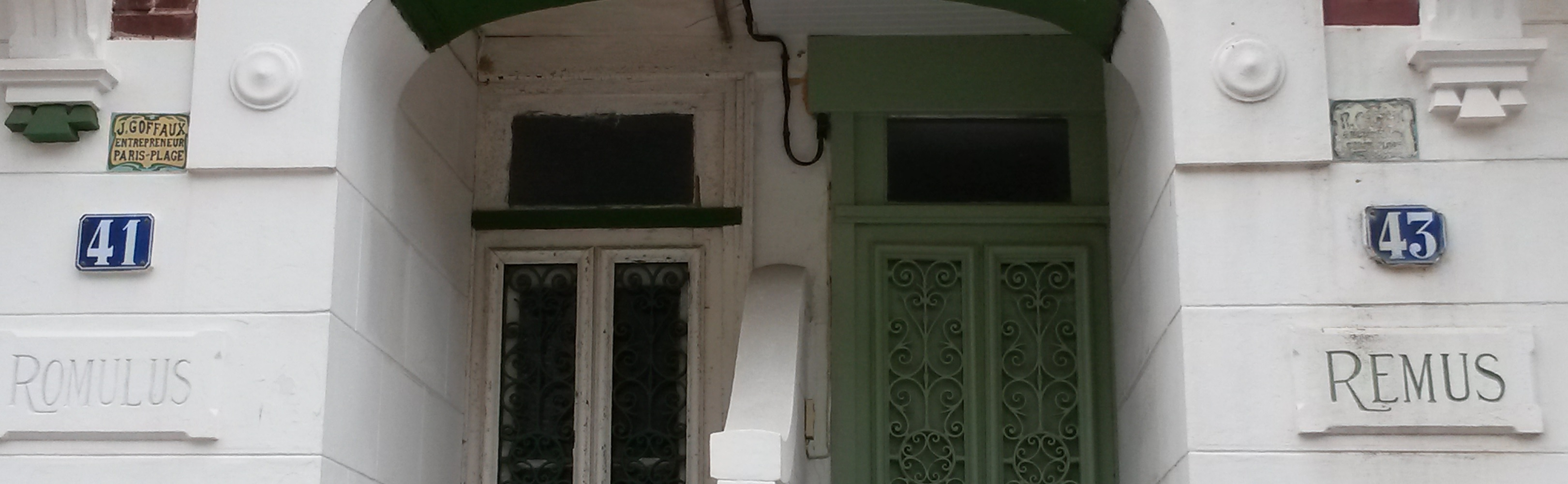
Plaques Goffaux et R Choppin aux 41 et 43, rue de Moscou.
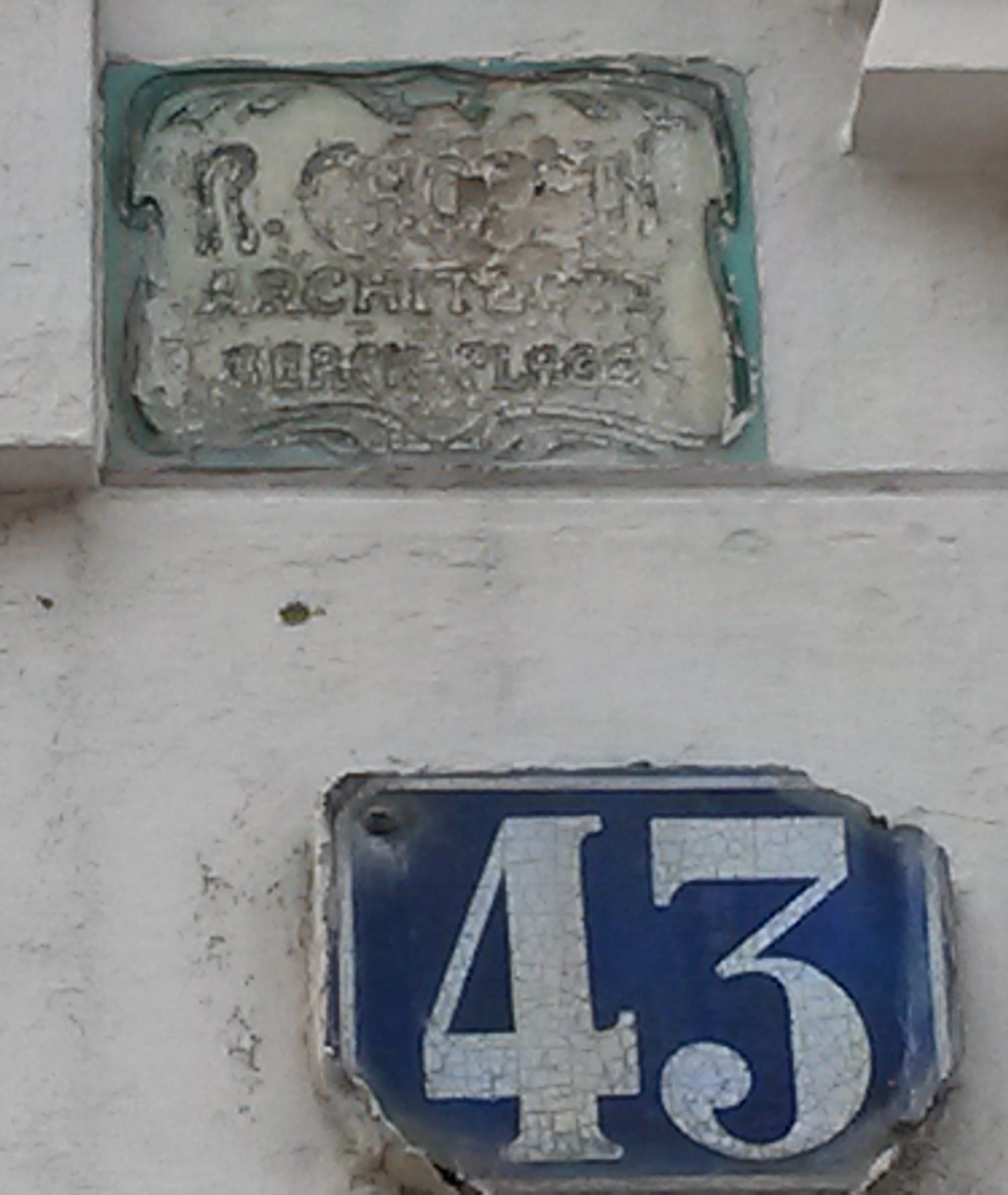
Plaque Raoul Choppin, architecte de Berck aux 41 et 43, rue de Moscou.

- no 35 (lot 196) - villa Sonia[3],[DVF 2] (entrepreneur Berger), rénovation en 2024.
- no 37 (lot 194) - ancien Garage de la Forêt, immeuble de trois niveaux.
- nos 39-41-43 - construction coupée en trois villas (plaque « R. Choppin / Architecte / Berck-Plage » et plaque « Goffaux / entrepreneur / Paris-Plage ») :
  - no 39 (lot 197) - villa Ma Barquette[3], construite en 1911.
  - no 41 (lot 198) - villa Romulus[3]
  - no 43 (lot 199) - villa Rémus[3]
- nos 45-47 (lot 201) - Immeuble Pavillon de Flore - Commerces au rez-de-chaussée : La Boutique de Mélanie, Florence Koojman (jusque 2024, rien en 2025).

### Intersection avec la rue Saint-Jean

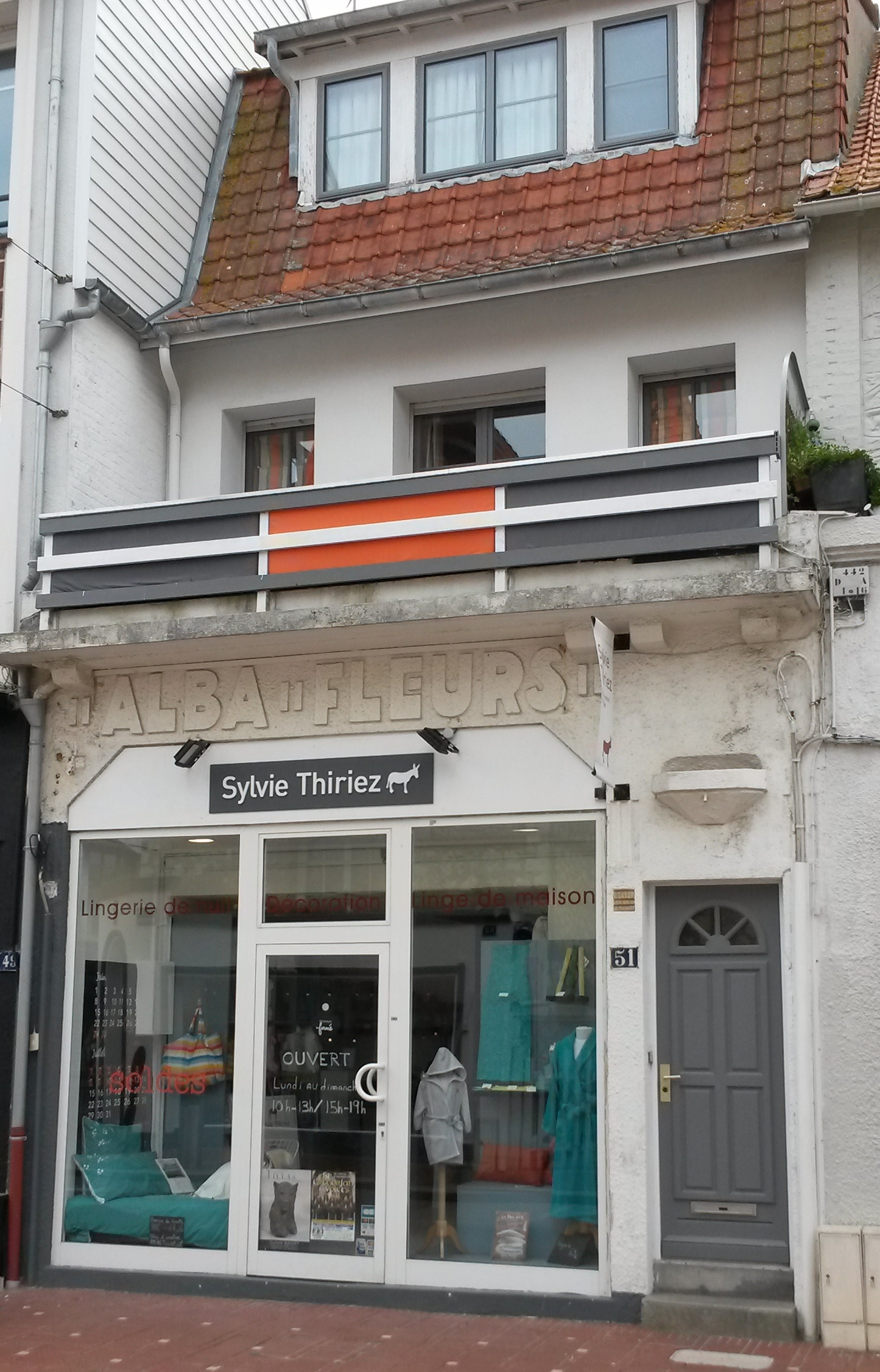
51, rue de Moscou.
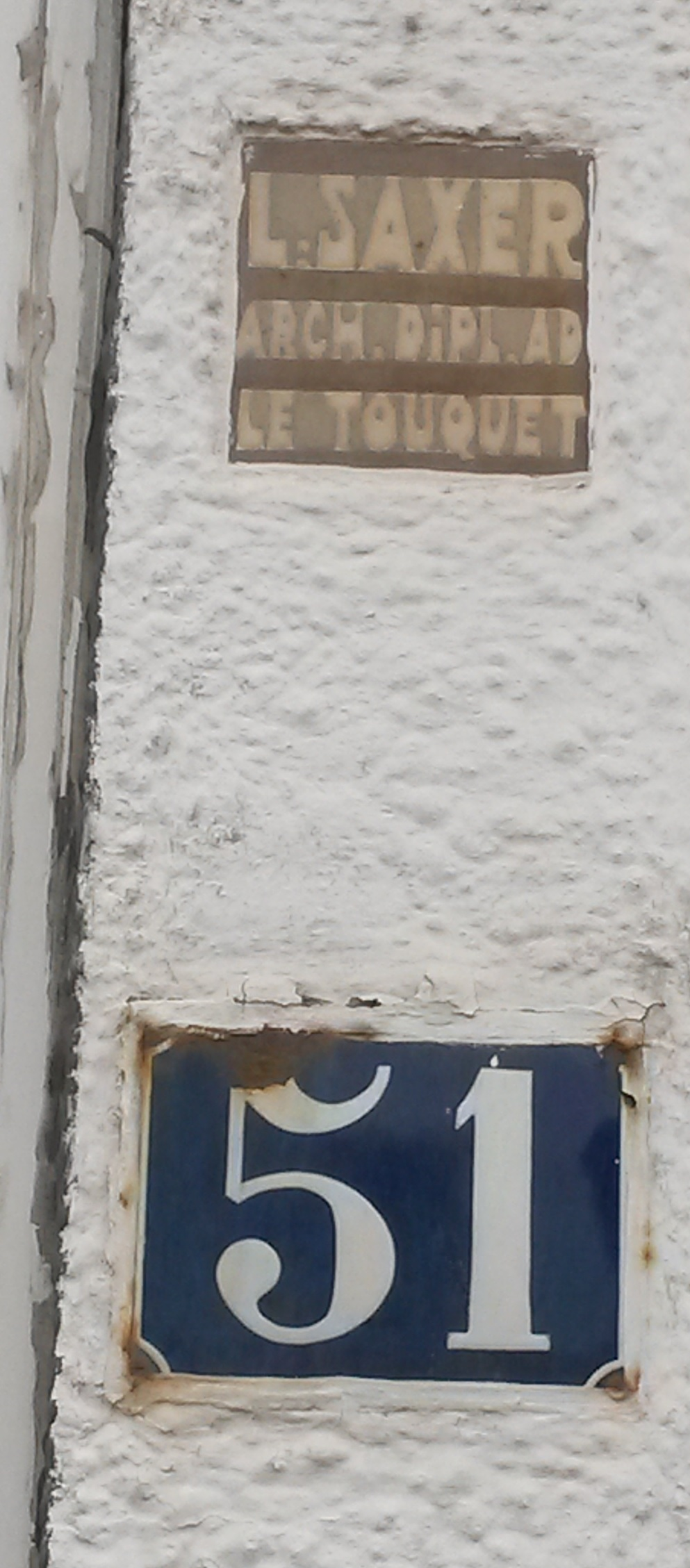
Plaque Saxer au 51, rue de Moscou.
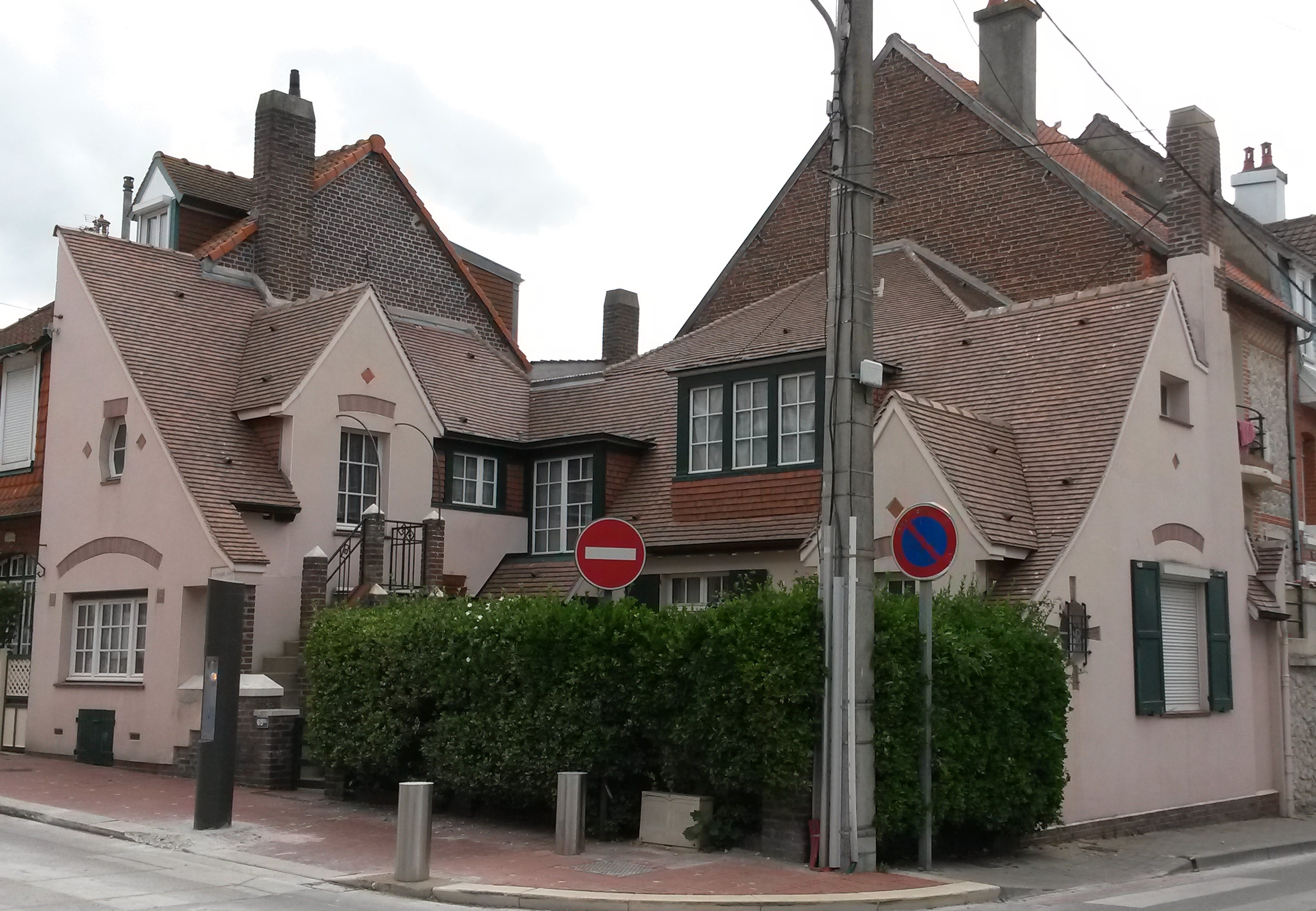
Viilla Pomme d'Api au 65bis, rue de Moscou.
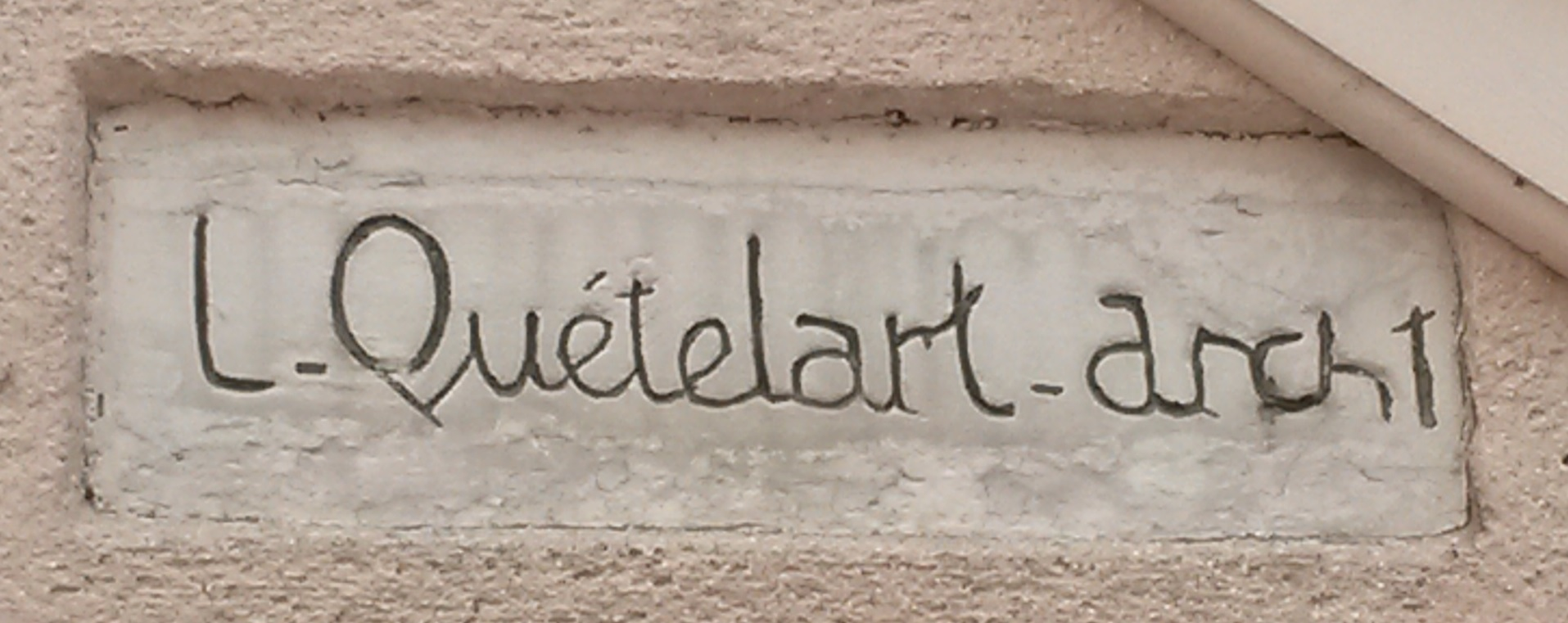
Gravure Quételart au 65bis, rue de Moscou.

- no 49 (lot 85) - Commerce au rez-de-chaussée : Vanessabruno (magasin Balbi dans les années 1970).
- no 51 (lot 84) - villa (plaque « L. Saxer / architecte / Le Touquet »), Alba Fleurs gravé dans la pierre en haut de la façade du commerce au rez-de-chaussée : Sylvie Thiriez (jusque 2023), rien en 2024, Paloca en 2025.
- no 53  (lot 83)- Commerce au rez-de-chaussée : agence immobilière L'Adresse
- no 59 (lot 82) - Commerces au rez-de-chaussée : Ets Mélières jusque 2023 (c'était leur emplacement historique), La Maison du Tapissier, agence immobilière Les Quatre Saisons[10].
- no 61 (lot 81) - villa Granny[3]
- no 63 (lot 80) et 63bis (lot 73) - projet de démolition en 2022, abandonné.
- no 65 (lot 72) - villa L'Isba[3]
- no 65 bis (lot 70) - villa Pomme d'Api[3], construite en 1923 sur les plans de l’architecte Louis Quételart pour lui-même : ce fut sa première habitation et agence. Il quittera cette villa en 1925 pour la villa Les Mutins. Cette villa (façades et toiture) est inscrite à l'inventaire des monuments historiques depuis le 1er décembre 1997[11] ;

### Intersection avec la rue Saint-Louis

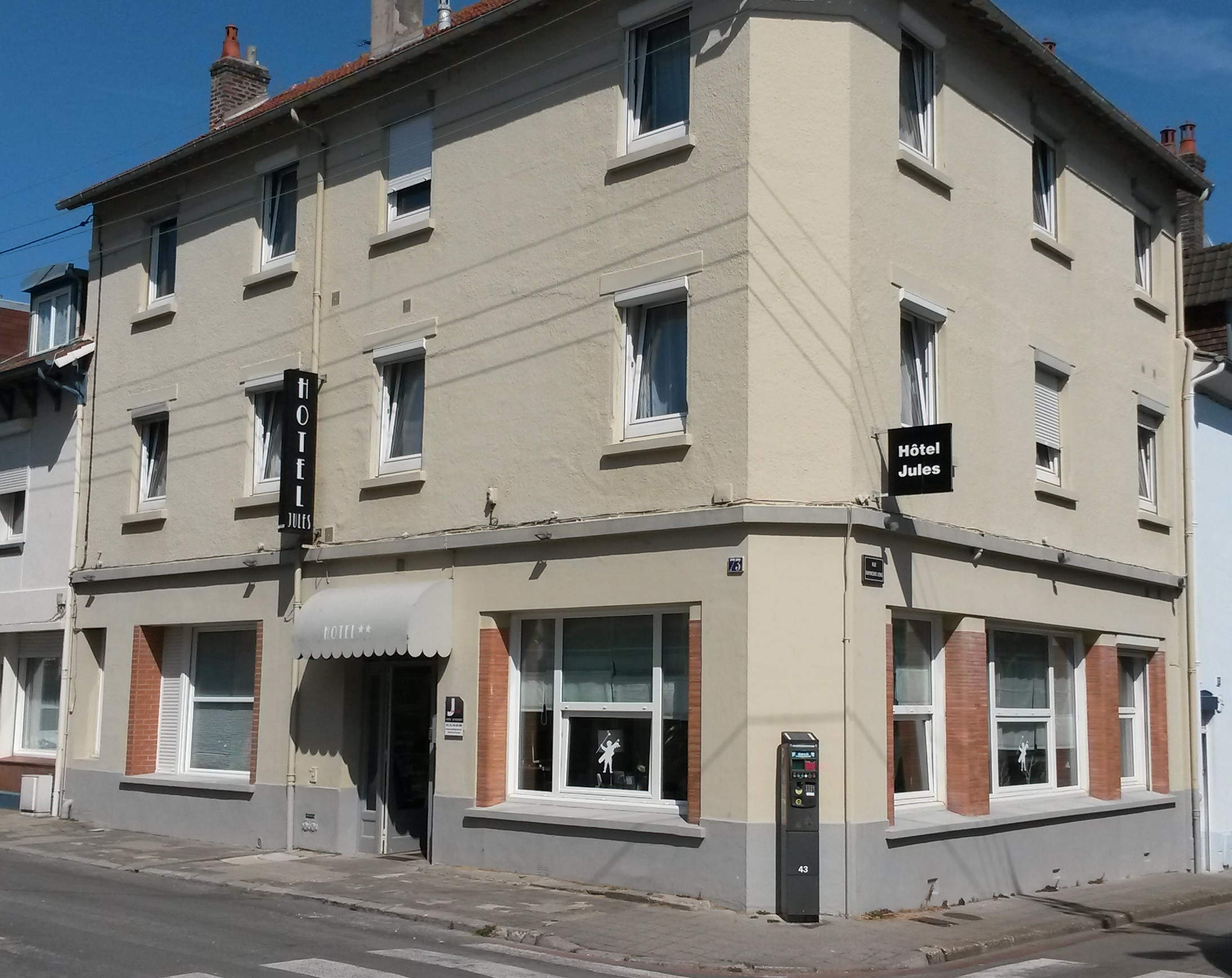
73, rue de Moscou.

- no 67 (lot 123) - (entrée au 68, rue Saint-Louis) villa Rigoletto[3]. Devant la maison, on lit le nom Rigoletto mais en haut du pignon côté rue Saint-Louis, sur un fronton destiné à cet effet, le nom de la villa est gravé depuis l'origine en grosses lettres : Rigolletto (avec deux « l »).
- no 69 (lot 124) - garages la ville.
- no 71 (lot 133) - villa construite en 1914.
- no 73 (lot 134) - Hôtel Jules, anciennement « Hôtel de la Forêt ».

### Intersection avec la rue Raymond-Lens

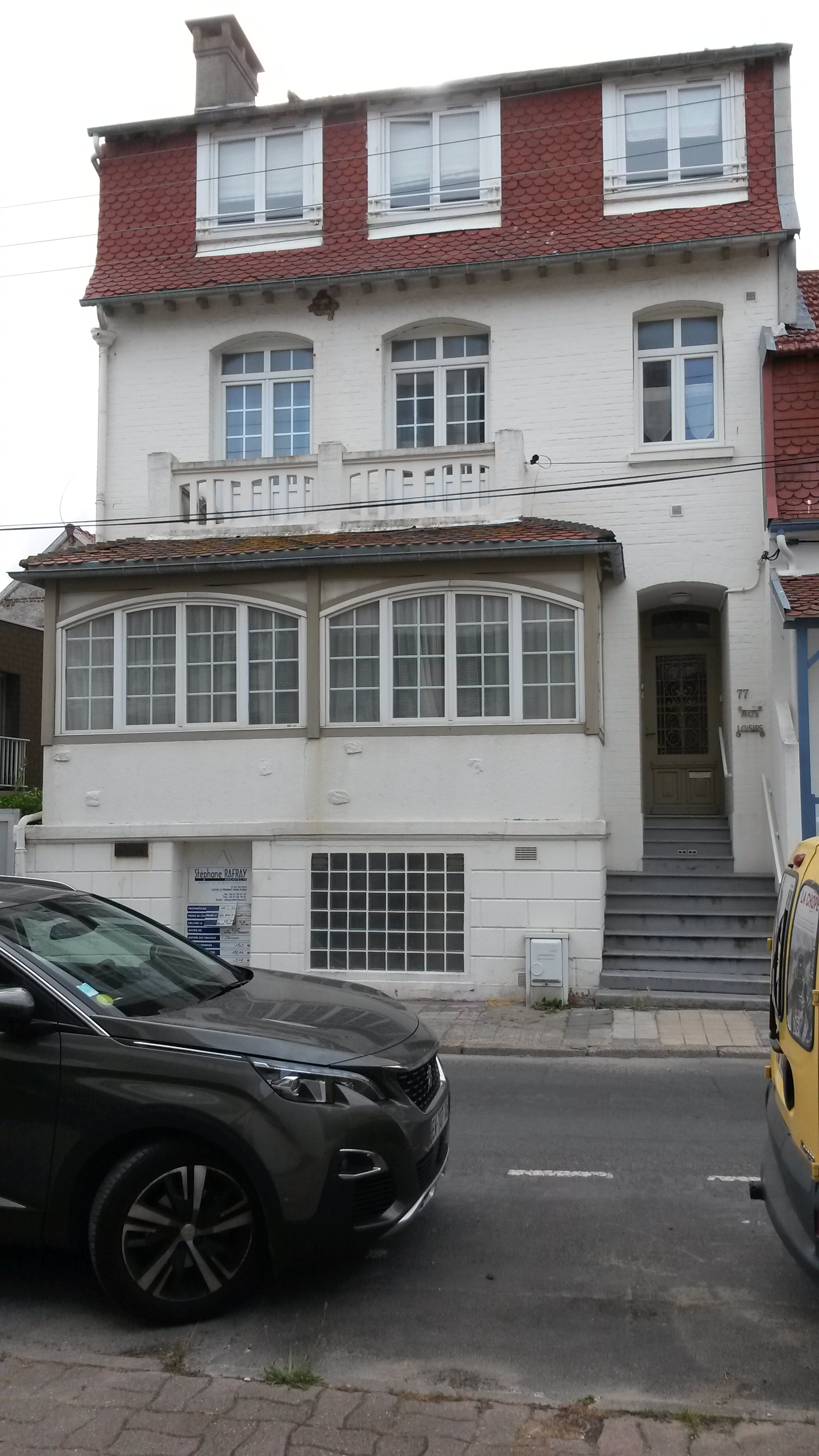
77 rue de Moscou.
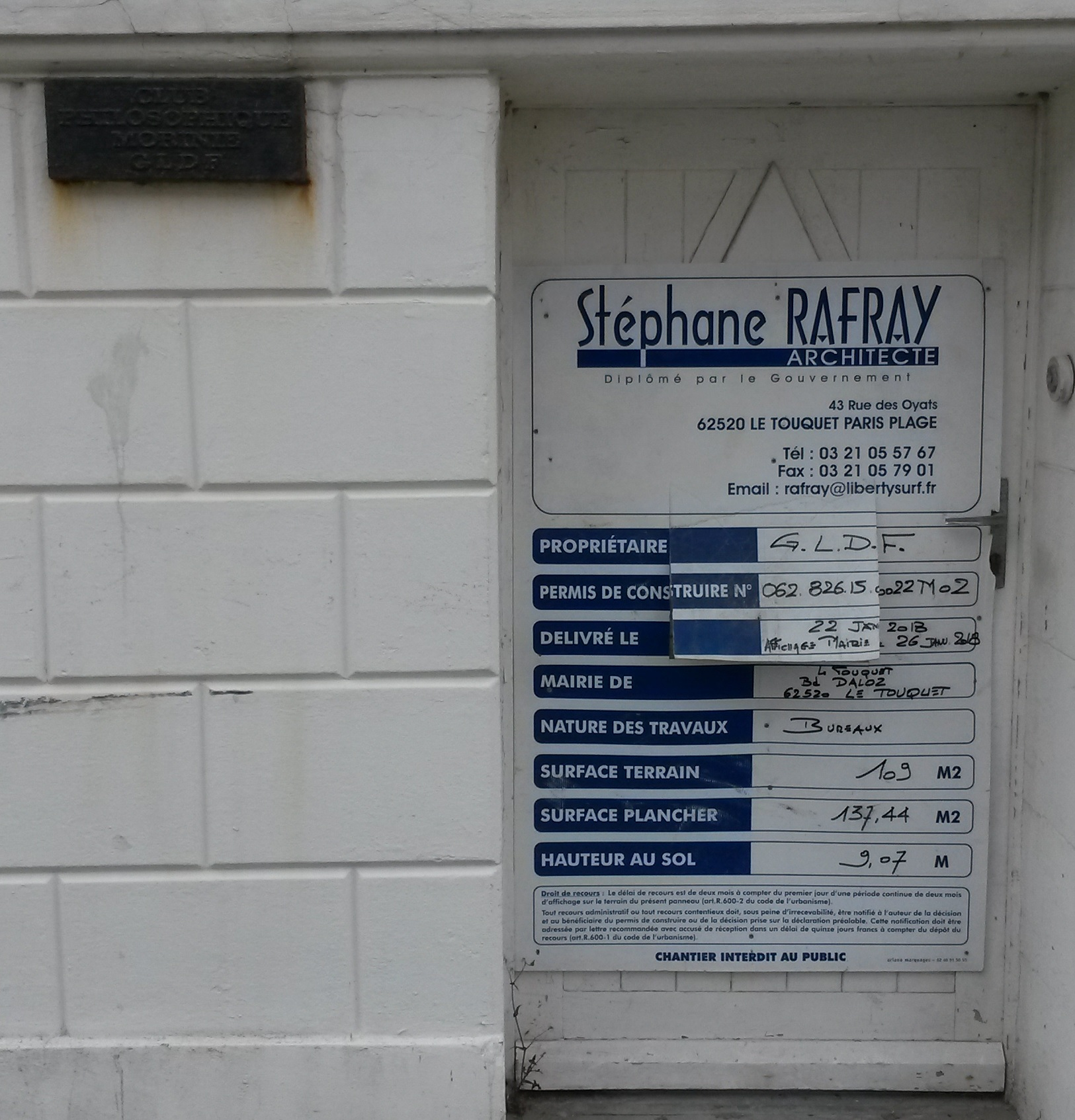
Extension des locaux de la GLDF au 77, rue de Moscou.
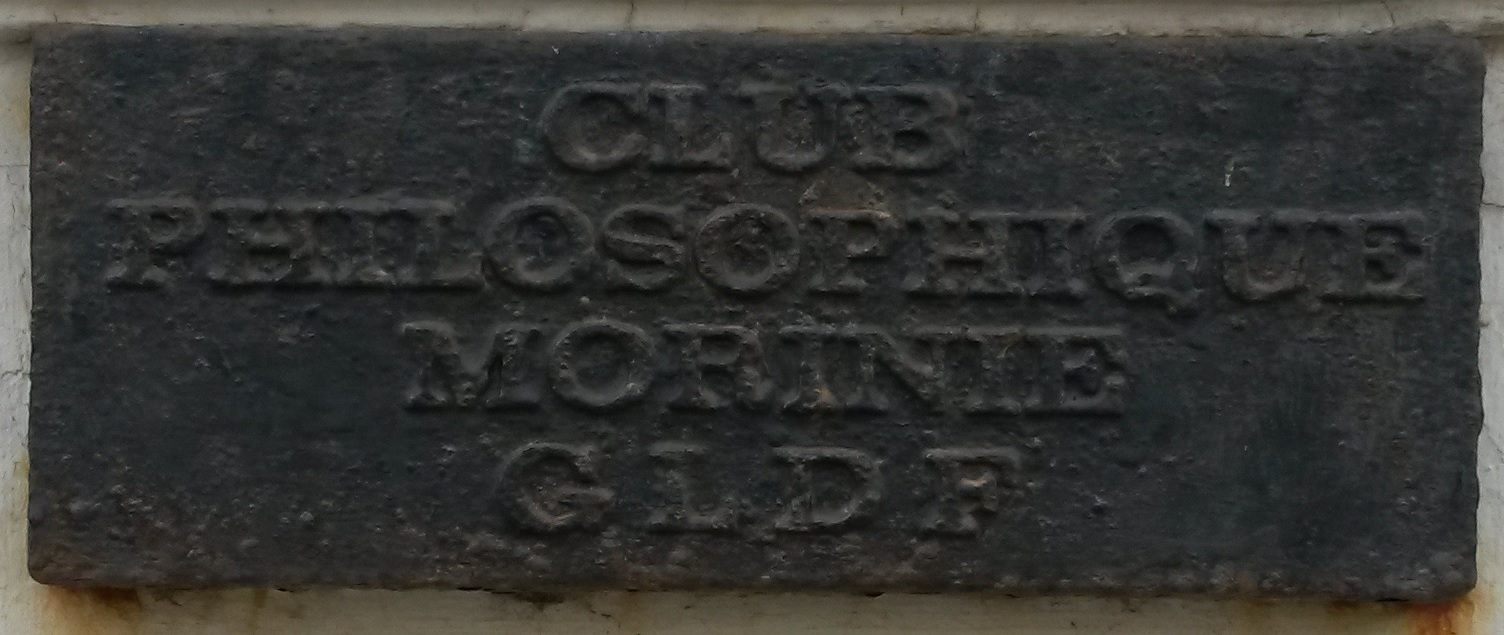
Plaque du cercle Morinie au 77, rue de Moscou.
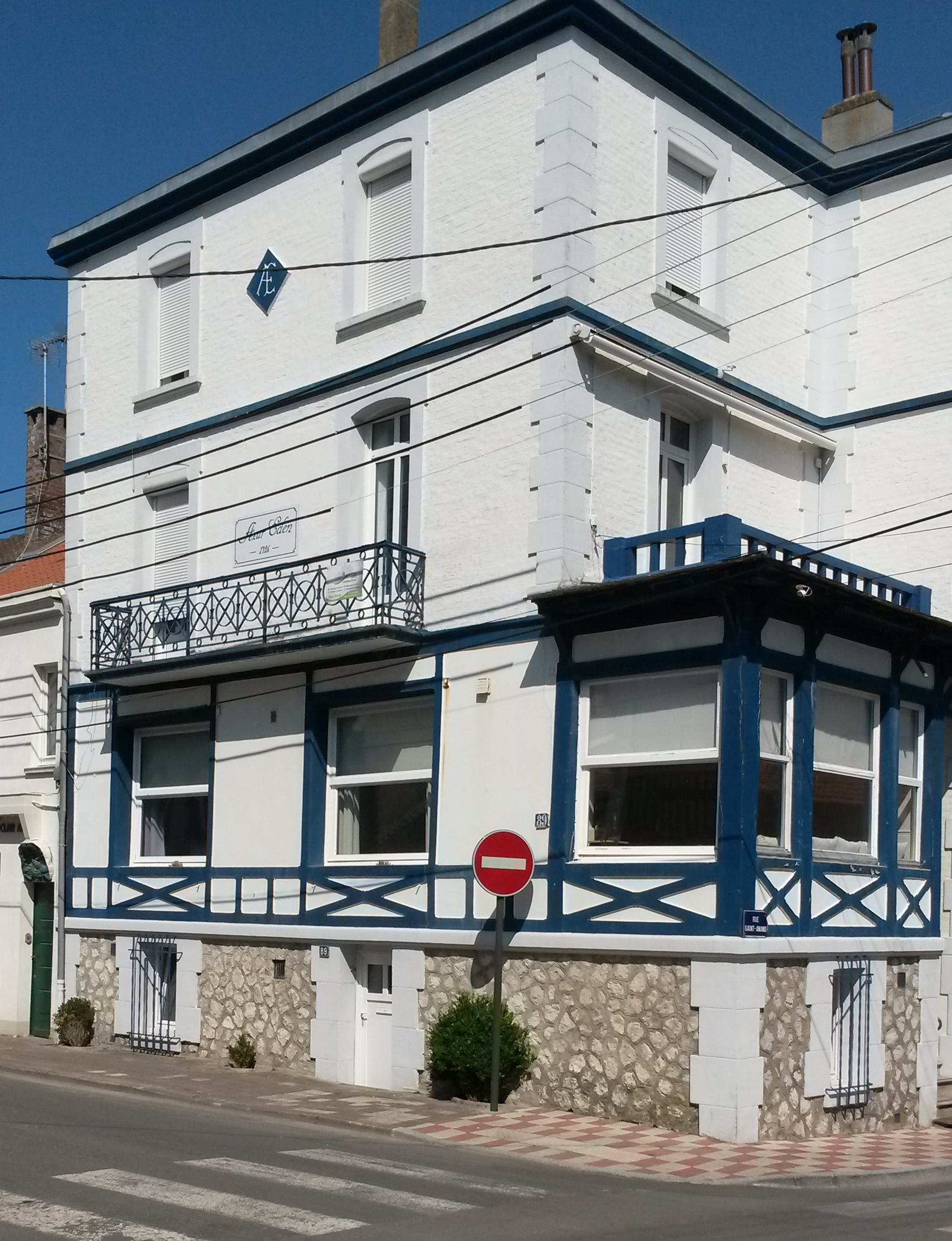
89, rue de Moscou.

- no 75 (lot 219) - (entrée au 56, rue Raymond-Lens) petit immeuble de deux niveaux, années 1960-1970 (carrelage à petits carreaux).
- no 77 (lot 220) - villa Nos Loisirs[3], siège de l'association CDU de la Côte d'Opale, locaux de la loge Morinie de la Grande Loge de France (GLDF)[12],[13] depuis 1938[14]. Cette villa a été transformée en 5 appartements en copropriété[15].
- no 79 (lot 221) - villa Çam' Suffit[3]
- no 81 - allée menant au no 81 (lot 227) (villa Madeleine) et à une construction recouverte de bois (lot 228).
- no 83 (lot 229) - construction en 2022-2023 sur les plans de l'architecte Alain Demarquette.
- no 85 (lot 230) - villa Mon Refuge[3]
- no 87 (lot 231) - villa Clair Abri[3]
- no 89 (lot 232) - (entrée 47, rue Saint-Amand) immeuble Azur Eden[3], construit en 1926[16]. La façade est très dégradée depuis le début des années 2020.

### Intersection avec la rue Saint-Amand
- no 91 (lot 261) - villa
- no 95 (lot 402) - résidence de 6 niveaux.
- no 97 (lot 257) - immeuble La Paix (ancien hôtel) aménagé en 1978-1979 en copropriété de 10 appartements[17].

### Intersection avec la rue de la Paix
- nos 99-109 (lots 332-331-356-357) - Résidence Queen Victoria[3], construite en 2009 sur les plans de Frédéric Quételard[18] - Commerce au rez-de-chaussée : Generali. Cet immeuble est constitué de cinq bâtiments :
  - A - entrée 64, rue de la Paix,
  - B et C - entrée 62, rue de la Paix,
  - D - entrée 99, rue de Moscou,
  - E - entrée 101, rue de Moscou.
- no 111 (lot 394) - (entrée au 43, rue Jean-Monnet) villa.

### Intersection avec la rue Jean-Monnet
(à partir de cette intersection, la rue est renommée rue Andreï-Sakharov)
- no 113 (lot 129) - (entrée 46, rue Jean-Monnet) villa Chelsea[3].
- no 115 (lot 131) - résidence Le Troubadour[3] construite en 1931. Cet immeuble en copropriété comprend 6 appartements[19]. Commerces au rez-de-chaussée : cabinet de kinésithérapeutes.
- no 117 (lot 132) -
- no 117 bis (lot 336) - Construction de 1928, accessible derrière le no 117,[DVF 2]
- no 117 ter (lot 335) - accessible derrière le no 117.
- no 119 (lot 134) - touquettoise ancienne grise.
- no 121 (lots 136 et 137) - résidence La Maison bleue[3]. Cet immeuble en copropriété comprend 12 appartements[20].
- no 123 (lot 138) - résidence L'Écureuil. Cet immeuble en copropriété comprend 4 appartements[21].

### Intersection avec la rue des Oyats
- no 125 (lot 161) - villa Entre-Nous[3],[DVF 3].
- no 127 (lot 162) - villa Les Sternes[3]
- nos 129-129 bis-129 ter - même construction coupée en trois :
  - no 129 (lot 163) - villa Le Pêcheur[3]
  - no 129 bis (lot 296) - villa située derrière.
  - no 129 ter (lot 297) - villa Les bains de famille[3]
- no 131 (lot 167) - villa
- no 131 bis (lot 168) - villa Les Muscaris[3]
- no 133 (lot 358) - villa (arrière à vendre en 2025).
- no 135 (lot 170) - (entrée au 57, rue de Montreuil) villa Vert Cottage[3]

### Intersection avec la rue de Montreuil
- no 137 (lot 195) - (entrée au 52, rue de Montreuil) villa.
- no 139 (lot 196) - villa Mon Bien-être[3].
- no 141 (lot 321) - résidence Le Parc[3]. Cet immeuble en copropriété comprend 28 appartements[22].
- no 143 (lot 280) - terrain non bâti jusque 2024, permis de construire d'une villa le 14 février 2024 sur les plans de l'architecte Demarquette.
- no 147 (lot 203) - (autre entrée au 55, rue Dorothée) résidence Pomone[3]. Cet immeuble en copropriété comprend 6 appartements[23].

### Intersection avec la rue Dorothée

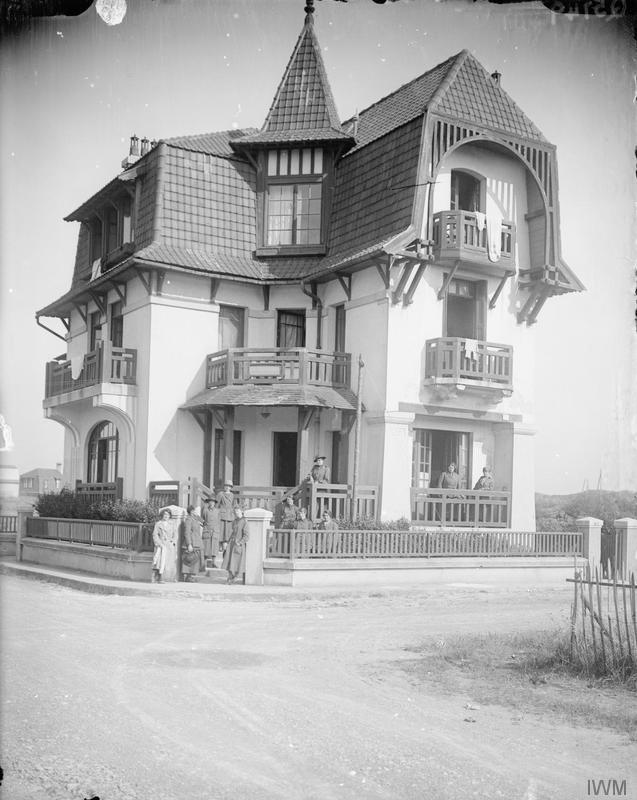
La rue de Moscou vue de la rue Dorothée en 1917.
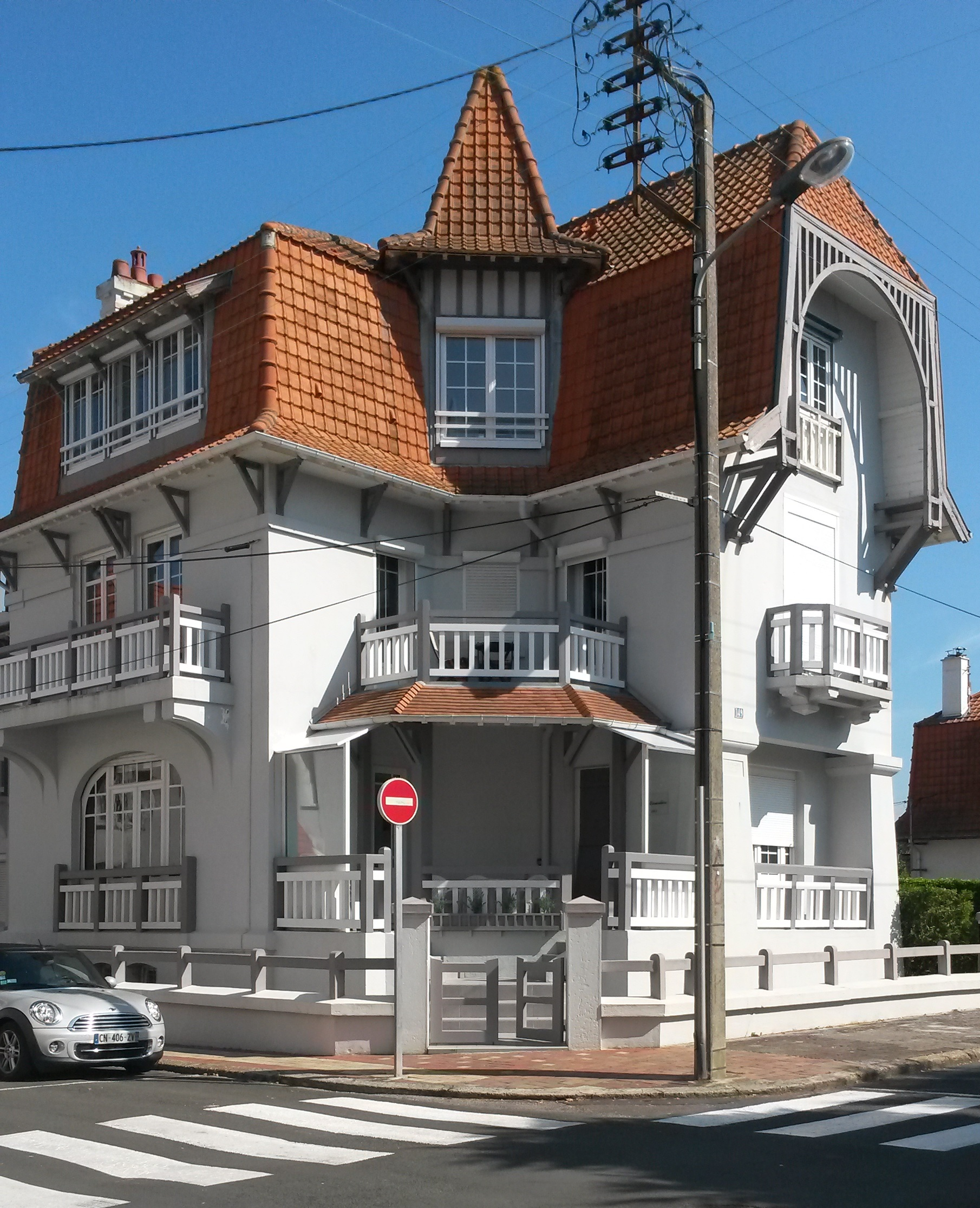
149, rue de Moscou (rue Andreï-Sakharov).
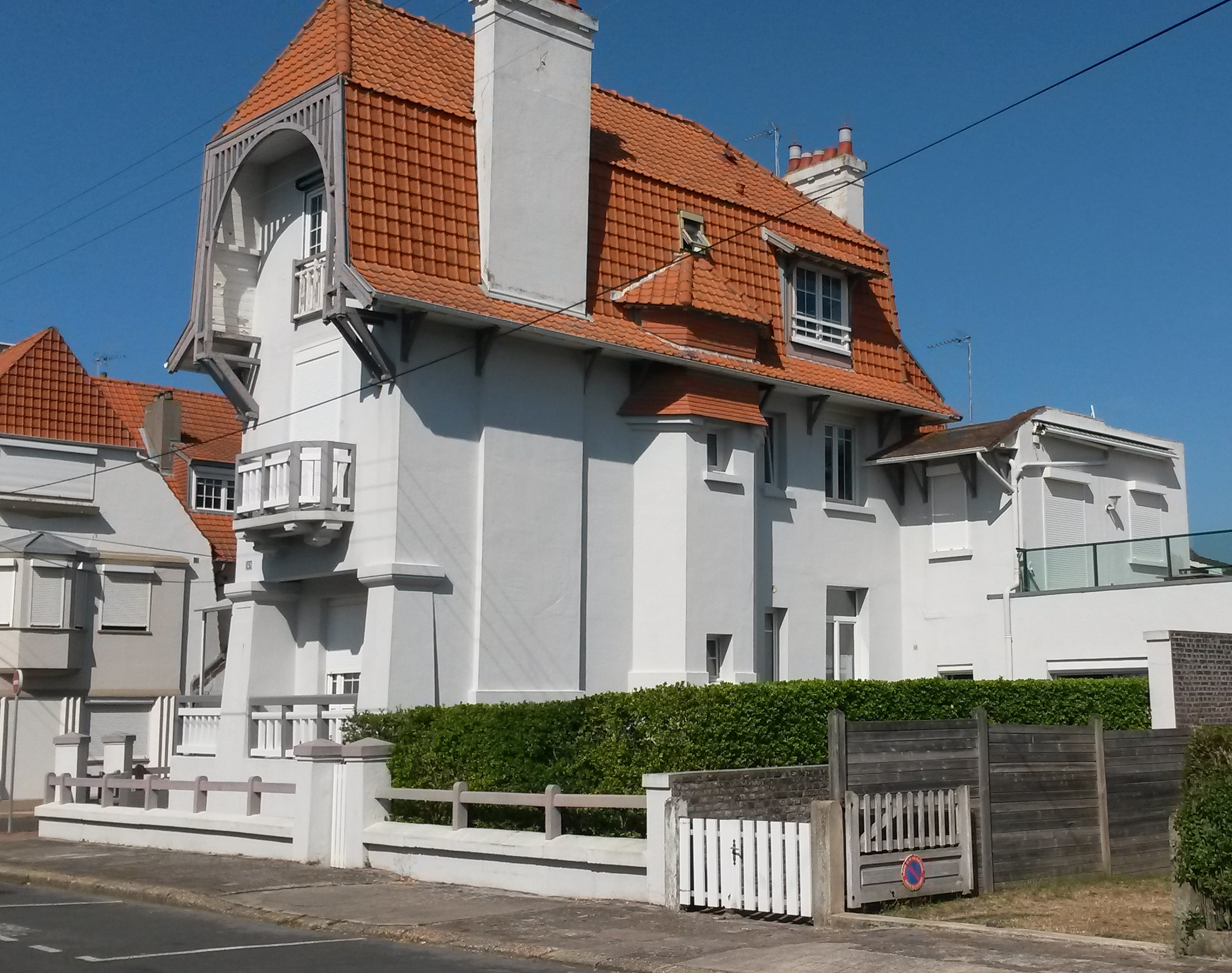
149, rue de Moscou (rue Andreï-Sakharov).

- no 149 (lot 106) - villa La Musardière[3], construite en 1905. Gravure dans la pierre « L. Degallaix / entrepreneur / Roubaix »
- no 151 (lot 213) - allée permettant l'accès derrière le 149.
- no 153 (lot 111) - villa Le Rouergue[3].
- no 155 (lot 240) - villa Frileuse[3].
- no 157 (lot 113) - villa 3 J[3].

### Intersection avec la rue du Sémaphore
- no 159 (lot 128) (entrée au 28, rue du Sémaphore) - villa ancienne repeinte en 2023.
- no 159 bis (lot 129) - villa.
- no 161 (lot 130) - villa avec cadran solaire sur le pignon côté avenue de l'Atlantique.

## Côté pair

### Intersection avec l'avenue de Quentovic
- no 2 (lots 18 et 410) - Immeubles construits en 2018-2019. Commerce au rez-de-chaussée : Casino.

### Intersection avec la rue Joseph Duboc
- no 16 (lot 65) - (entrée au 56, rue Joseph-Duboc) résidence Les Alcyons[3] (plaque « Charbonnier / Entrepreneur / Berck-Plage » ). Cet immeuble en copropriété comprend 4 appartements[24].
- no 18 (lot 66) - villa Marinette.
- no 20 (lot 67) - villa, permis de construire du 4 juillet 2025.
- no 22 (lot 68) - villa Tout arrive.
- no 24 (lot 345) - (entrée au 55, rue d'Étaples) résidence Le Wembley[3].

### Intersection avec la rue d'Étaples
- no 26 (lot 134) - (entrée au 68, rue d'Étaples) villa Les Sapins[3] (plaque « E. Berger / entrepreneur / Paris-Plage » et plaque « A. Bienaimé» / Architecte / Amiens). À la fin des années 1950, Edmond Flahaut y tenait un magasin de fruits et primeurs. La liquidation judiciaire a été prononcée le 27 décembre 1960[25].
- no 28 (lot 135) et 30 (lot 136) - même construction - au no 30 : villa Fortunio[3].
- no 32 (lot 137) - villa Elles sont trois[3].
- no 34 (lot 138) - villa L'Espiègle[3].
- no 36 (lots 139 et 140) - accès à la résidence L'Étourderie[3].
- nos 38 et 40 : même construction :
  - no 38 (lot 144) - villa Napoli[3].
  - no 40 (lot 145) - (entrée au 59, rue Léon-Garet) villa Venezia[3].

### Intersection avec la rue Léon-Garet
- no 42 (lot 239) - villa Ma Chaumière, repeinte en 2023.
- nos 44-46-48 - même construction construite en 1910 :
  - no 44 (lot 238) - villa Touche à tout.
  - no 46 (lot 237) - villa  Tintamarre[3].
  - no 48 (lot 236) - villa Charivari construite en 1910.
- no 50 (lot 235) - villa La Cerisaie[3] transformée en 12 appartements en copropriété[26].
- no 52 (lot 234) - villa Les Sablons[3] transformée en 8 appartements en copropriété[27].
- no 52 bis (lot 233) - villa Les petits sablons[3] transformée en 6 appartements en copropriété[28]. Le club de gymnastique Corps et Esprit y a son siège.
- no 54 (lot 232) - petit immeuble Jamais 304[3].

### Intersection avec la rue de Bruxelles
- no 56 (lot 292) - (entrée au 54, rue de Bruxelles) résidence Pretty Corner[3].
- nos 58 et 60 : construction d'un immeuble de 16 logements (permis de construire du 22 octobre 2023, à la place de :
  - no 58 (lot 409) - villa construite en 1904, vendue en 2019, puis démolie en 2022.
  - no 60 (lot 210) - ancien emplacement du bar-discothèque Le Garden jusqu'en 2005, démoli en 2020[29].
- nos 62-64-66, même construction coupée en trois :
  - no 62 (lot 209) - villa L'Estérel[3].
  - no 64 (lot 202) - villa Children's Corner[3], construite en 1904, vente en 2019.
  - no 66 (lot 203) - villa Ma réderie[3] (anciennement Belinox), façade peinte en orange en 2023.
- no 66 bis (lot 204) - angle (entrée au 73, rue Saint-Jean) - Commerce au rez-de-chaussée : Saint-James. Ce petit immeuble a été construit en 1926. En copropriété, il comprend trois appartements[30].

### Intersection avec la rue Saint-Jean
- no 68 (lot 51) - villa Giroflée - Girofla construite en 1901[I 1] (plaque « Goffaux / entrepreneur / Paris-Plage » et plaque « A. Bienaimé / Architecte / Amiens »)[31],[DVF 4]. Commerce au rez-de-chaussée : Vicomte A (agence du Crédit agricole dans les années 1970).
- no 70 (lot 53) - villa Mauritania[3] (plaque « Goffaux / entrepreneur / Paris-Plage » et plaque « Elie Morel / Architecte / Abbeville »).
- no 72 (lot 54) - villa Aquilon[3], façade peinte en jaune. Permis de construire du 01.07.2025.
- no 74 lot 434) - villa Zéphir[3] construite en 1900[I 2].
- nos 76-78-80-82-84 : ensemble ayant subi de nombreuses transformations de façades
  - no 76 (lot 63) - villa Picciola[3] construite en 1904[I 2].
  - no 78 (lot 64) - villa Poupette[3] construite en 1913[I 3].
  - no 80 (lot 65) - villa Patchouli[3] construite en 1894[I 3].
  - no 82 (lot 66) - villa, construite en 1904[I 2], rénovation 2022.
  - no 84 (lot 67) - villa Sara[3] (anciennement Jean-Pierre) construite en 1904[I 3], rénovation 2022.
- no 86 (lot 69) - villa La Royana, construite à la fin du XIXe siècle par l'entrepreneur Julien Goffaux sur les plans de l'architecte Anatole Bienaimé. Cette villa est recensée à l'inventaire général du patrimoine culturel de la France[32].

### Intersection avec la rue Saint-Louis
- no 88 (lot 142) - villa Victoria Lodge (le nom avait été couvert de peinture sur le côté, rue Saint-Louis, mais elle redevient visible en 2024).
- no 88 bis (lot 141) - villa Les Paillettes, construction de 1930, accessible par un passage à gauche du no 88, transformée en 7 appartements en copropriété[33]
- no 90 (lot 140) et 92 (lot 139) - même construction - plaque « E. Berger / entrepreneur / Paris-Plage ».
- nos 94 et 94 bis (lot 441) - villa La Troïka et villa La Pavlova[3].
- no 96 (lot 136) - (entrée au 49, rue Raymond-Lens). Cette villa comprend deux appartements en copropriété[34].
- no 96 bis (lot 135) - immeuble sur trois niveaux.

### Intersection avec la rue Raymond-Lens
- no 98 (lot 218) - villa La Crysalide[3] construite en 1920[I 4].
- no 100 (lot 216) - villa La Semeuse[3], jumelle de la suivante.
- no 102 (lot 215) - villa Little Thalie[3], jumelle de la précédente.
- no 104 (lot 209) - résidence Logis62 JF Kennedy[3] construite à l'emplacement du commerce « Les Coopérateurs ».
- no 106 (lot 208) - villa Les Œillets.
- no 108 (lot 207) - villa à l'abandon (confirmation en 2024, en 2025).
- no 110 (lot 206) - anciennement Bar Le Galaxy[35]. Permis de construire du 3 juin 2024 pour un immeuble collectif de 6 logements après démolition.
- no 112 (lot 205) - construction sur un niveau.
- (lot 344) (entrée 45, rue Saint-Amand) construction des années 1960-1970 (petit carrelage) sur deux niveaux.

### Intersection avec la rue Saint-Amand
- no 114 (lot 262) - (entrée 50, rue Saint-Amand) villa Plaisance[3] construite en 1990[I 2]. Cette villa a été transformée en trois appartements en copropriété[36].
- no 116 (lot 264) - villa Les Ormes, plaque « Félix Verdier / entrepreneur / Paris-Plage ». Après transformation en 1970, cette villa est en copropriété de 5 appartements[37].
- no 118 (lot 265) - villa ancienne en brique Les Mélèzeq.
- no 120 (lot 266) - (entrée 51, rue de la Paix) résidence Les Optimistes[38] construite en 2019.

### Intersection avec la rue de la Paix
- no 122 (lot 318) - Immeuble Debucourt[3] sur cinq niveaux. Cet immeuble en copropriété comprend 9 appartements[39].
- no 124 (lot 319) - Touquettoise Huet[3] surélevée sur quatre niveaux.
- no 126 (lot 320) - villa Chardin[3] sur trois niveaux, construite en 1908[I 2].
- no 128 (lot 321) - villa Fragonard[3] sur trois niveaux.
- nos 130-132 (lots 323 et 324) parking public[40], remplacé par un immeuble[41],[42],[43] construit par Vinci Immobilier, permis de construire du 30 juin 2021 pour 21 logements collectifs, modifié en 2022 et 2023. La livraison est prévue au 2e trimestre 2026[44]L'immeuble est nommé.  résidence Alcôve.
- no 136 (lot 328) - (entrée au 41, rue Jean-Monnet) Hôtel Be Cottage (anciennement « Hôtel Moderne »).

### Rue Jean-Monnet (à partir de cette intersection, la rue est renommée rue AndreÏ-Sakharov)
- (lot 128) parking public
- no 140 (lot 127) - résidence Saint-Michel[3] de 6 niveaux. Cet immeuble en copropriété comprend 22 appartements[45].
- no 142 (lot 126) - résidence Baïkal[3]. Cet immeuble en copropriété comprend 29 appartements[46].
- nos 146 et 146 bis (lot 125) - petite villa scindée en deux : Les Diablotins[3] et Ma Corbeille.
- no 148 (lot 124) - villa[DVF 3].
- no 150 (lot 123) - (entrée au 47, rue des Oyats) villa Altair[3], jaune.

### Intersection avec la rue des Oyats
- (lot 346)
- no 152 (lot 107) - villa Suzanne et Olga[3].
- no  152 bis - villa L'Annexe des Sables
- no 154 (lot 106) - villa Les Bleuets[3] cosntruite en 1904.
- nos 156-158 (lot 284) - résidence Anastasia[3]. Cet immeuble en copropriété comprend 27 appartements[47].
- no 160 (lot 104) - villa Montcalm[3] (plaque « J. Magnin, architecte / Paris-Plage »).

### Intersection avec la rue de Montreuil
- no 162 (lot 206) - villa Remembrance[3], rénovation 2021 avec financement de la Fondation du patrimoine
- no 164 (lot 288) - Centre des finances publiques, désaffecté en juillet 2022. Un immeuble (résidence Odyssée) de six logements va être construit, permis de construire du 25 octobre 2023.
- square Jules Pentier (lot 287)
- (lot 204) (entrée au 53, rue Dorothée) résidence Central Parc[3].

### Intersection avec la rue Dorothée
- no 174 (lot 260) - (entrée au 46, rue Dorothée) la villa Les Trois valses a été démolie en 2023. Permis de construire d'une villa sur les plans de l'architecte Demarquette.
- no 176 (lot 103) - villa
- no 176 bis (lot 235) villa Doris et 178 (lot 234) : même construction.
- no 178 bis (lot 84) - villa[DVF 3] Alléluia dont le nom n'est plus visible depuis que la façade a été repeinte en 2023.
- no 180 (lot 83) - villa Michedez[3], repeinte en 2034.
- no 182 (lot 82) - villa Riant Séjour[3].
- no 182 bis (lot 81) - (entrée 26 rue du Sémaphore) villa La Riante[3].
- no 184 (entrée 26, rue du Sémaphore) - villa l'Amiante[DVF 2].
- no 186 -  villa

## Pour approfondir

#### Fichier des ventes immobilières sur le site de la DGFiP
1. ↑  vente en 2022.
2. 1 2 3 4 5  vente en 2017.
3. 1 2 3  vente en 2021.
4. ↑  vente en 2018.

#### Site des demandes de valeur foncière (DVF)
1. ↑  Vente en 2021.
2. 1 2 3  Vente en 2023.
3. 1 2 3  Vente en 2020.
4. ↑  Vente en 2022.

#### Autres sources
1. ↑  
« Salle Gérard Bascoulergue », sur le site de la mairie du Touquet-Paris-Plage (consulté le 8 juillet 2024).
2. ↑  Fiche de la copropriété Sous Sol dans le Registre national des copropriétés.
3. 1 2 3 4 5 6 7 8 9 10 11 12 13 14 15 16 17 18 19 20 21 22 23 24 25 26 27 28 29 30 31 32 33 34 35 36 37 38 39 40 41 42 43 44 45 46 47 48 49 50 51 52 53 54 55 56 57 58 59 60 61 62 63 64 65 66 67 68 69 70 71 72 73 74 75 76 77 78 79 80 81 82  Nom visible sur la façade ou la clôture, en juillet 2024.
4. ↑  « Maison dite Villa Jean de la Lune », notice no IA62000145.
5. ↑  Fiche de la copropriété Véronèse dans le Registre national des copropriétés.
6. ↑  Fiche de la copropriété 21 bis rue de Moscou dans le Registre national des copropriétés.
7. ↑  « Ensemble d'édifices derrière façade dit Villa Venus, Villa Saturne, Villa Mars », notice no IA62000146.
8. ↑  École publique Antoine de Saint-Exupéry sur le site de la mairie du Touquet-Paris-Plage.
9. ↑  École Antoine de Saint-Exupéry sur le site pss-archi.eu.
10. ↑  Site de l'office du tourisme du Touquet-Paris-Plage.
11. ↑  « Villa Pomme d'Api », notice no PA62000022, sur la plateforme ouverte du patrimoine, base Mérimée, ministère français de la Culture.
12. ↑  
« CDU DE LA COTE D'OPALE », sur le site net1901.org, 26 février 2015 (consulté le 31 juillet 2019).
13. ↑  
Romain Douchin, « Le Touquet - Les francs-maçons construisent un nouveau temple en centre-ville », sur lavoixdunord.fr, 29 mars 2019 (consulté le 31 juillet 2019).
14. ↑  
Olivier Merlin, « Le Touquet : le permis de construire de la loge franc-maçonne attaqué en justice », sur le site du quotidien La Voix du Nord, 15 juin 2016 (consulté le 31 juillet 2019).
15. ↑  Fiche de la copropriété Nos Loisirs dans le Registre national des copropriétés.
16. ↑  Une gravure sur la façade de l'immeuble Azur Eden indique l'année 1926.
17. ↑  Fiche de la copropriété La Paix dans le Registre national des copropriétés.
18. ↑  Résidence Queen Victoria.
19. ↑  Fiche de la copropriété Le Troubadour dans le Registre national des copropriétés.
20. ↑  Fiche de la copropriété Maison bleue dans le Registre national des copropriétés.
21. ↑  Fiche de la copropriété L'Écureuil dans le Registre national des copropriétés.
22. ↑  Fiche de la copropriété Du Parc dans le Registre national des copropriétés.
23. ↑  Fiche de la copropriété La Pomone dans le Registre national des copropriétés.
24. ↑  Fiche de la copropriété Copropriété du 16 rue de Moscou dans le Registre national des copropriétés.
25. ↑  Bulletin officiel des annonces civiles et commerciales..
26. ↑  Fiche de la copropriété La Cerisaie dans le Registre national des copropriétés.
27. ↑  Fiche de la copropriété Les Sablons dans le Registre national des copropriétés.
28. ↑  Fiche de la copropriété Les petits sablons dans le Registre national des copropriétés.
29. ↑  
Le Touquet : chantier en « stand-by » rue de Moscou.
30. ↑  Fiche de la copropriété Boîte à joujoux dans le Registre national des copropriétés.
31. ↑  
« 68, rue de Moscou », sur le site pss-archi.eu, 15 septembre 2021 (consulté le 8 juillet 2024).
32. ↑  « Maison dite Villa La Royana », notice no IA62000194.
33. ↑  Fiche de la copropriété LES PAILLETTES dans le Registre national des copropriétés.
34. ↑  Fiche de la copropriété 96 rue de Moscou dans le Registre national des copropriétés.
35. ↑  
« Le Galaxy », sur repreneurs.com (consulté le 8 juillet 2024).
36. ↑  Fiche de la copropriété Villa Plaisance dans le Registre national des copropriétés.
37. ↑  Fiche de la copropriété Immeuble 116 rue de Moscou dans le Registre national des copropriétés.
38. ↑  
« LES OPTIMISTES à Le Touquet-Paris-Plage », sur le site immoneuf.com (consulté le 31 juillet 2019).
39. ↑  Fiche de la copropriété Paix Debucourt dans le Registre national des copropriétés.
40. ↑  
« Rue de Moscou au Touquet, un kiné s’inquiète des conséquences de la fermeture du parking », sur le site du quotidien La Voix du Nord, 21 octobre 2021 (consulté le 8 juillet 2024).
41. ↑  
Élodie Adjoudj, « Le Touquet - On sait à quoi ressemblera le projet immobilier de la rue de Moscou », sur le site du quotidien La Voix du Nord, 12 juin 2018 (consulté le 8 juillet 2024).
42. ↑  
« Le projet de la rue de Moscou », sur le site du cabinet d'architecture juliengougeatarchitecture.com (consulté le 8 juillet 2024).
43. ↑  
« Rue de Moscou (Le Touquet-Paris-Plage, France) - Julien Gougeat Architecture » (consulté le 8 juillet 2024).
44. ↑  Site du constructeur Vinci.
45. ↑  Fiche de la copropriété Saint-Michel dans le Registre national des copropriétés.
46. ↑  Fiche de la copropriété Baïkal dans le Registre national des copropriétés.
47. ↑  Fiche de la copropriété Anastasia dans le Registre national des copropriétés.